# Tortue
Vous lisez un « bon article » labellisé en 2012.
Testudines
Pour les articles homonymes, voir Tortue (homonymie).
Ordre
Sous-ordres de rang inférieur
- †Proganochelydia
- †Amphichelydia
- Pleurodira
- Cryptodira

Les Tortues (Testudines) ou Chéloniens forment un ordre de vertébrés tétrapodes dont les caractéristiques sont un crâne sans fosses temporales et la présence d'une carapace constituée d'un plastron au niveau du ventre et d'une dossière sur le dessus, reliés par deux ponts sur les côtés du corps. On les sépare traditionnellement en trois groupes : les tortues terrestres (environ 70 espèces), les tortues aquatiques, ou tortues dulçaquicoles (environ 260 espèces), et les tortues marines (sept espèces).
Les tortues sont ovipares et les pontes ont lieu tous les dix à douze mois. Les jeunes grandissent d'abord vite, puis leur développement se ralentit. Selon les espèces, il existe des tortues strictement végétariennes, d'autres strictement carnivores ou piscivores, et d'autres omnivores. Du point de vue de la manière dont elles rétractent leur cou sous le rebord de leur carapace, on distingue les « cryptodires » qui le replient verticalement en « S » des « pleurodires » qui le replient horizontalement à droite ou à gauche.
En décembre 2019, 14 familles de tortues comprennent en tout 86 genres et 343 espèces. À l'exception des régions polaires, ces animaux à sang froid se répartissent sur une bonne partie du globe et peuvent vivre dans des habitats très divers. Quarante-deux pour cent de ces espèces sont menacées de disparition, que ce soit en raison de la destruction de leurs habitats ou d'une prédation trop importante. Dans les deux cas, l'influence des êtres humains est très importante, malgré les actions de protection mises en œuvre.

## Description

### Anatomie

#### Squelette
| p : pariétal       | j : jugal          |
| po : postorbitaire | qj : quadratojugal |
| sq : squamosal     | q : carré          |

Os du crâne des Anapsides :

Le squelette des tortues est composé d'os et de cartilages. On le divise généralement en trois parties : le crâne, le squelette axial et le squelette appendiculaire.
Les tortues possèdent un crâne anapside, c'est-à-dire sans fosses temporales. Pour toutes les tortues, l'os carré est concave. L'os squamosal est limité à la moitié de la joue. L'os quadratojugal et l'os carré sont relativement grands. L'os postpariétal est absent, de sorte que la fosse temporale est encadrée seulement par les os pariétaux et supratemporaux pour la plupart des tortues primitives Proganochelys. L'os postfrontal est absent, ce qui a pour conséquence une surface de contact importante entre l'os préfrontal et l'os postorbitaire d'une part, et entre l'os frontal et l'os postorbitaire d'autre part.

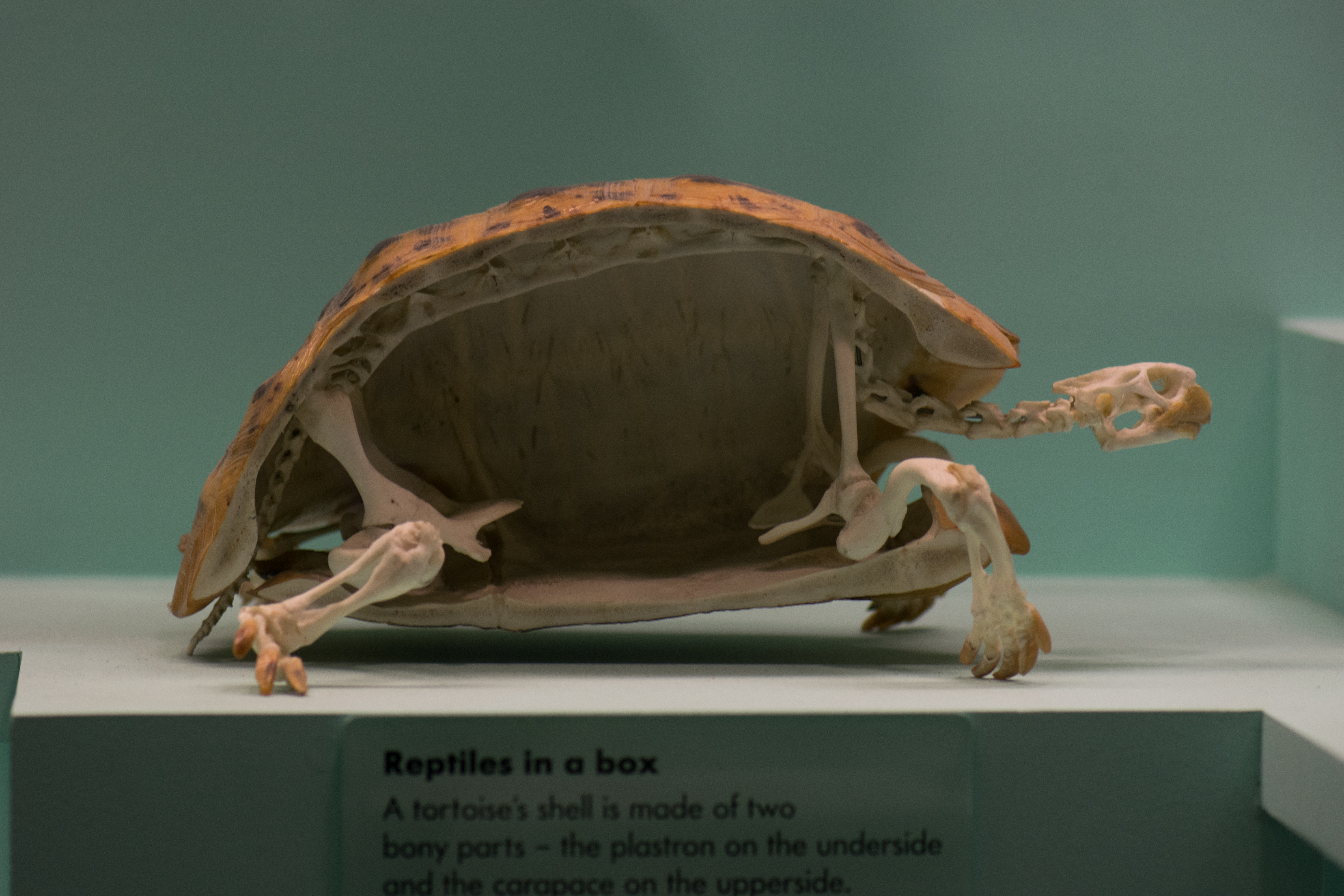
Coupe pédagogique d'un squelette de tortue.

La mâchoire des tortues n'a pas de dents, mais est couverte d'une surface cornée tranchante : les tortues sont donc munies d'un bec. La colonne vertébrale est composée de sept vertèbres cervicales mobiles, d'une huitième fusionnée à la carapace et de dix vertèbres thoraciques.
Les tortues possèdent une ceinture scapulaire encerclée par les côtes. Cette importante modification anatomique peut être suivie au cours des premiers stades de l'ontogénèse. Les articulations sont composées de parties cartilagineuses. Chez les tortues marines, les pattes sont remplacées par des nageoires.
Les tortues ont une queue généralement de taille réduite.

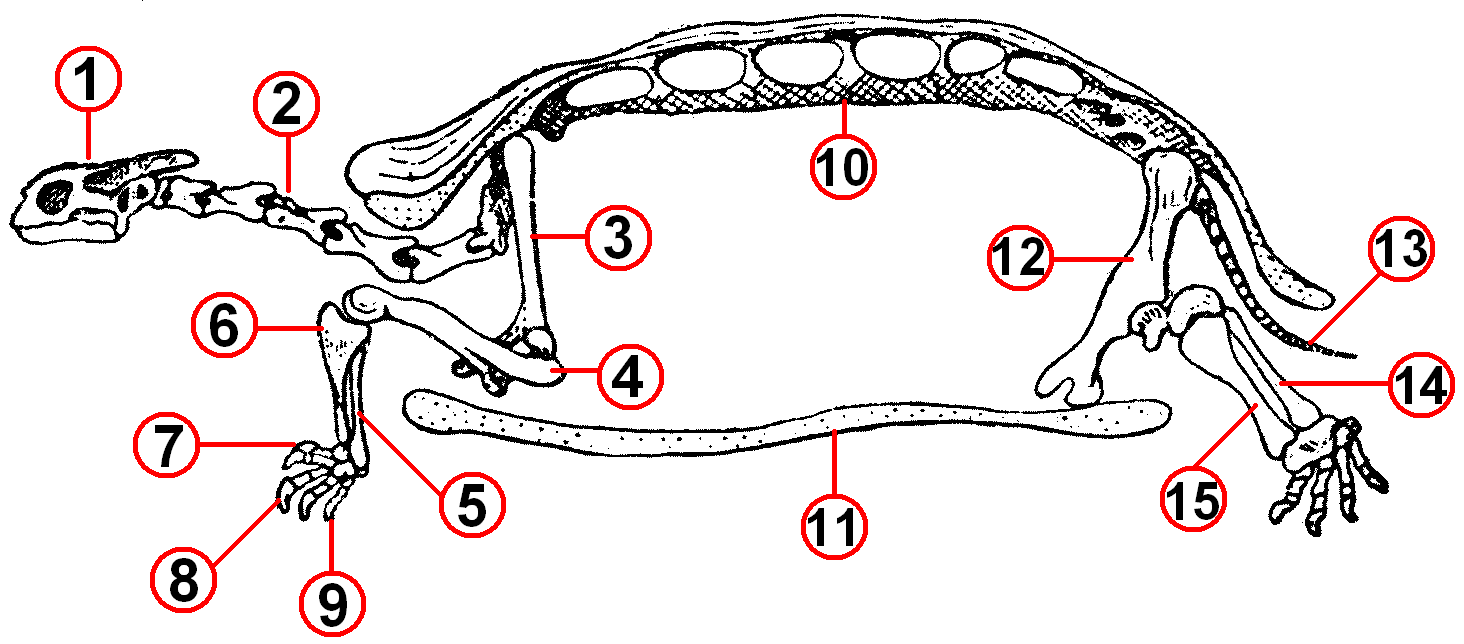
Squelette d'une tortue du genre Testudo

| 1. Crâne                | 9. Cinquième orteil       |
| 2. Vertèbres cervicales | 10. Vertèbres thoraciques |
| 3. Omoplate             | 11. Plastron              |
| 4. Humérus              | 12. Ilion                 |
| 5. Cubitus              | 13. Vertèbres sacrales    |
| 6. Radius               | 14. Péroné                |
| 7. Premier orteil       | 15. Tibia                 |
| 8. Troisième orteil     |                           |

#### Carapace
|                                                                                     |  |                                                                                               |
| Exemple de coloration ruptive chez la tortue imbriquée, les motifs sur la dossière. |  | Cette coloration est aussi très homochromique avec les récifs coralliens qu'elle affectionne. |

La caractéristique principale des tortues est d'être des reptiles munis d'une carapace. Celle-ci est composée d'un fond plat, le plastron et d'une dossière convexe, la coquille. Ces deux parties sont réunies latéralement par deux ponts osseux et il reste donc une ouverture à l'avant pour laisser passer la tête et les pattes antérieures et une ouverture à l'arrière d'où sortent les pattes postérieures et la queue. La carapace est constituée de plaques osseuses soudées au squelette de l'animal et est recouverte d'écailles en kératine sur sa face externe.
Chez les tortues terrestres, la carapace est particulièrement massive et peut représenter deux tiers du poids total de l'animal. Elle sert à la fois de bouclier, à maintenir une partie de la chaleur interne de l'animal et à stocker le calcium. Les motifs  (marbrures, stries, mouchetures) sur la dossière de certaines tortues, constituent un mode de camouflage disruptif qui leur permet de passer inaperçues auprès de leurs prédateurs.

#### Organes
L'organisation des organes des tortues correspond de manière générale à celle des vertébrés. Quelques différences sont néanmoins à souligner : elles n'ont pas d'oreilles externes (les oreilles internes sont situées derrière les yeux), pas de dents (remplacées par un bec) et ont un cloaque. Le cœur des tortues possède trois cavités (deux oreillettes et un ventricule) ; il est plutôt plat, large et sa pointe est arrondie,. L'appareil respiratoire de la tortue est l'un des plus évolués chez les reptiles : la tortue possède en effet une glotte, un larynx, un pharynx et une trachée (composée d'anneaux cartilagineux). Elle possède deux poumons avec de nombreux replis situés sous la dossière, ce qui explique pourquoi une tortue sur le dos peut mourir d'étouffement. La tortue n'a pas de diaphragme, la respiration est réalisée grâce aux mouvements de l'ensemble des muscles du corps. Le système digestif est assez classique avec un foie volumineux. Comme les autres reptiles, les tortues sont recouvertes d'écailles. Les yeux sont protégés par trois paupières.

Anatomie d'une tortue

| 1. Œil       | 2. Écaille nucale   | 3. Écaille vertébrale | 4. Écaille costale | 5. Écaille marginale  | 6. Plaque pygale |
| 7. Tête      | 8. Patte antérieure | 9. Dossière           | 10. Griffe         | 11. Patte postérieure | 12. Queue        |
| 13. Œsophage | 14. Trachée         | 15. Poumon            | 16. Cœur           | 17. Estomac           |                  |
| 18. Foie     | 19. Intestin        | 20. Vessie            | 21. Rectum         | 22. Cloaque           | 23. Anus         |

#### Dimorphisme sexuel
Les différences entre les tortues adultes mâles et femelles ne sont pas toujours bien marquées. Par exemple, pour les tortues marines, le sexage génétique ou la dissection sont nécessaires pour déterminer le sexe.
Chez les tortues de petite taille, les femelles sont généralement plus grandes que les mâles. Chez les tortues de grande taille, au contraire, les mâles sont généralement plus grands. Le plastron des mâles est souvent plus concave que celui des femelles, plutôt plat. Le cloaque est plus proche du bout de la queue chez les mâles, queue par ailleurs plus grande et plus forte.
Certains caractères plus particuliers différencient mâles et femelles chez certaines espèces. Chez la Cistude par exemple, les mâles ont les yeux rouges et les femelles ont les yeux jaunes. Chez l'Émyde peinte de Bornéo, la femelle a une tête brune alors que la tête du mâle est colorée. Chez les tortues aquatiques, les mâles ont des griffes développées qui favorisent l'accrochage de la femelle lors de l'accouplement.

### Performances et particularités

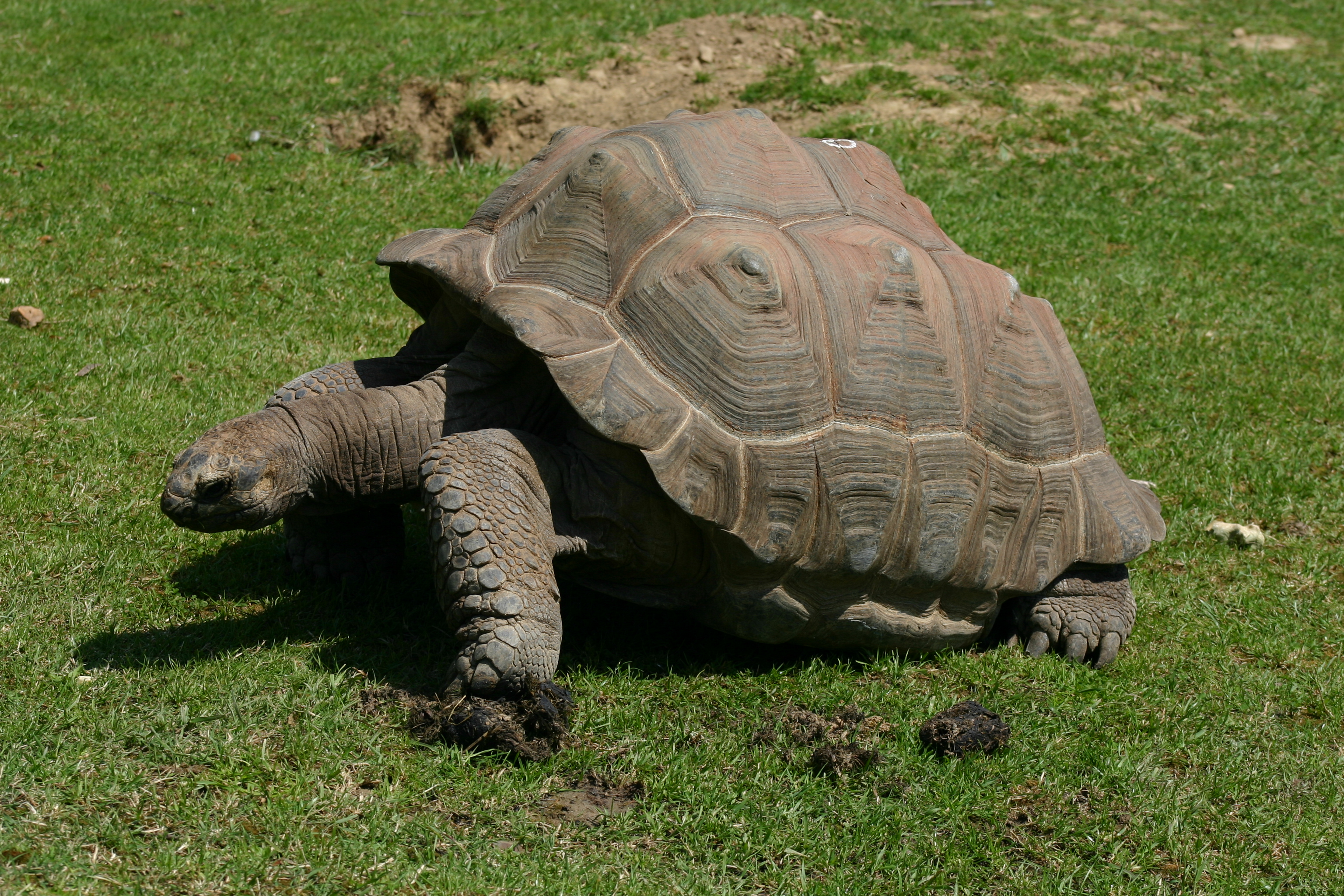
Les tortues géantes des Galapagos possèdent une espérance de vie exceptionnelle.

L'espérance de vie des tortues varie suivant les espèces. En moyenne, les tortues terrestres vivent une cinquantaine d'années. La majorité des tortues dépassant l'âge de cent ans sont les tortues géantes des Seychelles ou des Galápagos. Différents records de longévité ont été enregistrés, notamment celui de Harriet, une tortue géante des îles Galápagos ayant vécu environ 175 ans, ou encore celui d'Adwaita, une tortue géante des Seychelles qui serait morte à un âge supérieur à 250 ans.
Ces tortues géantes peuvent mesurer jusqu'à 130 cm de long pour un poids de 300 kg. La plus grande des espèces de tortues vivantes reste cependant la tortue luth, car elle peut mesurer jusqu'à 2 m de long pour un poids record observé de 950 kg,. Les plus grandes tortues éteintes retrouvées sont les Archelons, des tortues marines de la fin du Crétacé dont on sait qu'elles pouvaient mesurer jusqu'à 460 cm de longueur.
Plusieurs espèces de tortues présentent des cas de gémellité siamoise, avec deux têtes visibles. Un exemple notable, celui de « Janus » (nommée ainsi d'après Janus le dieu aux deux visages de la mythologie romaine) une tortue mâle née en couveuse le 3 septembre 1997 au Muséum d'histoire naturelle de Genève. Des cas de tortues à deux têtes apparaissent notamment dans les élevages intensifs de tortues.

### Sens
Les tortues ayant les sens les plus développés sont les tortues aquatiques, étant donné que la plupart d'entre elles sont des chasseuses. Les tortues n'ont pas une grande acuité visuelle. Elles captent principalement un spectre de couleur allant de l'orange au rouge, ce qui explique leur attirance pour les fruits ayant ces couleurs. Elles détectent plus les mouvements que les formes, à l'instar des autres reptiles. Ainsi, elles peuvent détecter les mouvements à travers les vibrations de l'eau autour d'elles ou du sol par exemple. Elles savent également, dans certains cas, localiser les zones de chaleur avec une certaine acuité. Elles réagissent aussi en général au bruit, ce qui laisse penser que leur ouïe est plutôt fine. Néanmoins, leur odorat semble peu développé.
Certaines tortues, les tortues marines notamment, possèdent un sens de l'orientation poussé, ce qui serait peut-être dû à la présence dans leurs cellules de magnétite qui les rendrait sensibles au champ magnétique terrestre.

### Métabolisme
Les tortues sont des animaux à sang froid qui s'exposent au soleil pour augmenter leur température interne. Elles passent la moitié de leur temps dans une attitude immobile que l'on qualifie de sommeil. Elles semblent bénéficier, contrairement à la plupart des reptiles, d'un sommeil paradoxal avec des mouvements oculaires rapides et une suppression du tonus musculaire du cou.
Pendant l'hiver, certaines tortues terrestres hibernent pour survivre au froid. Pour cela, elles s'enterrent et se retirent dans leur carapace. Leur métabolisme est ralenti durant cette phase d'adaptation afin de consommer moins d'énergie. L'entrée en hibernation est progressive, la tortue s'alimentant de moins en moins jusqu'à cesser complètement pour vider son tube digestif. C'est quand elle s'enterre qu'elle entre réellement en hibernation.

## Alimentation
À l'état sauvage, les tortues terrestres passent une grande partie de leur temps à chercher leur nourriture. Leur alimentation majoritairement herbivore dépend de leur habitat et est très variée : végétaux, insectes, charognes, etc. Cette alimentation est pauvre en protéines et en matières grasses, mais riche en minéraux. C'est l'association de ces minéraux et des rayons ultraviolets B du soleil qui permet la formation de leur carapace. Lors de leur période d'activité, elles s'alimentent tous les jours pendant plusieurs repas courts. Leur transit a une durée qui varie selon la température extérieure, la teneur en fibres et en eau de l'alimentation et la fréquence des repas. Cette durée oscille entre 3 et 28 jours. En captivité, les tortues sont nourries avec des aliments se rapprochant au plus près de leur alimentation sauvage.
Comme les tortues terrestres, les tortues aquatiques occupent une grande partie de leur temps à chercher leur nourriture. Elles peuvent être carnivores, majoritairement herbivores ou omnivores. Les tortues carnivores consomment généralement des charognes, des rongeurs, des poissons, des insectes et des petits reptiles. Celles qui sont majoritairement herbivores consomment surtout des plantes semi-aquatiques, des algues et des fruits. Les tortues omnivores quant à elles consomment aussi bien les éléments faisant partie du régime des tortues carnivores que des éléments faisant partie du régime des tortues dites « herbivores ». Certaines tortues aquatiques sont chasseresses, comme la Tortue alligator ou la Matamata.
Les tortues marines utilisent pour leur alimentation les éléments de la mer. Cette alimentation peut donc être composée d'algues, de poissons, de méduses et d'autres aliments marins suivant les espèces et leur régime alimentaire (plutôt carnivore ou plutôt herbivore). On remarquera que la Tortue imbriquée est le seul reptile spongivore connu.

## Cycle de vie
Les différentes espèces de tortues ont des modes de reproduction et un cycle de vie assez communs. Elles pondent des œufs et les enfouissent. Ces œufs, contrairement à ceux d'autres reptiles comme les crocodiliens ou les lézards, n'ont pas besoin d'être couvés. À leur éclosion, les jeunes sont seuls et sont autonomes.

### Reproduction

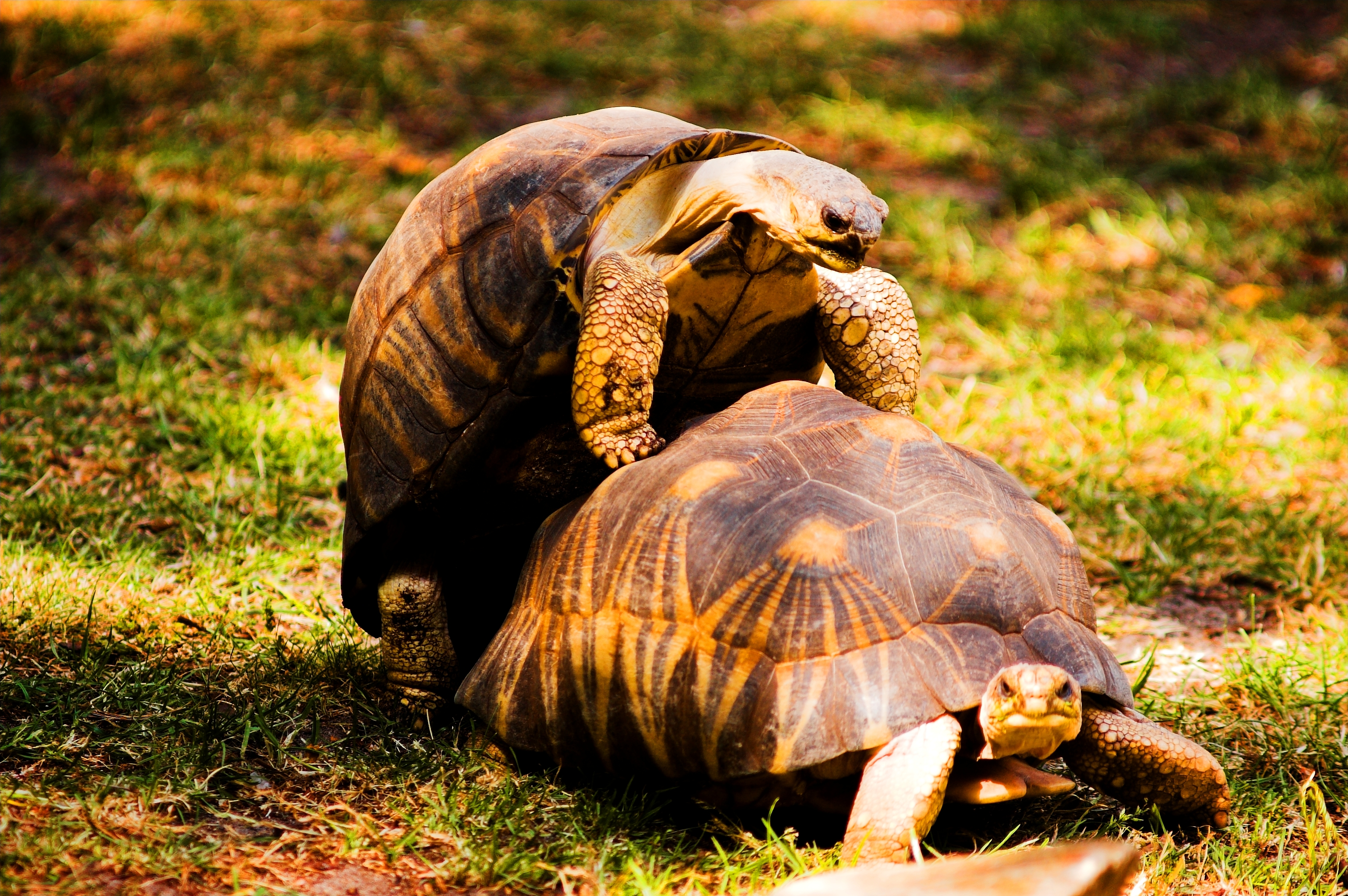
Accouplement de deux tortues étoilées de Madagascar, zoo Artis, Amsterdam

Les tortues ont un mode de fécondation interne. Le mâle apporte les spermatozoïdes directement dans la zone génitale de la femelle. Toutes les espèces sans exception sont ovipares.
La vitesse de prolifération (reproduction importante en un lieu donné) des tortues dépend des espèces. Avant les accouplements, il y a généralement des combats entre mâles. Les tortues pratiquent différentes parades nuptiales qui varient en fonction des espèces. Les tortues mâles utilisent leurs griffes et leur bec pour s'accrocher aux femelles et obtenir un meilleur accès au cloaque. La pression sur la carapace déforme le corps de la femelle, faisant ressortir davantage son cou d'un côté et le cloaque de l'autre.
Contrairement à d'autres reptiles, les tortues ont généralement un pénis et non un hémipénis. Les tortues marines s'accouplent dans l'eau. Les tortues terrestres mâles s'accouplent avec les femelles en grimpant sur leur dos. Les sons émis par les mâles lors de l'accouplement sont très inhabituels. Les femelles restent stoïques et continuent parfois à marcher ou même à manger.

### Ponte
La plupart des tortues femelles creusent un trou pour enterrer leurs œufs. Elles utilisent leurs pattes arrière pour creuser, cependant il existe de rares exceptions (Pseudemydura umbrina par exemple). Quelques tortues gardent leurs nids comme les Tortues brunes de Birmanie ou les Cinosternes jaunes.

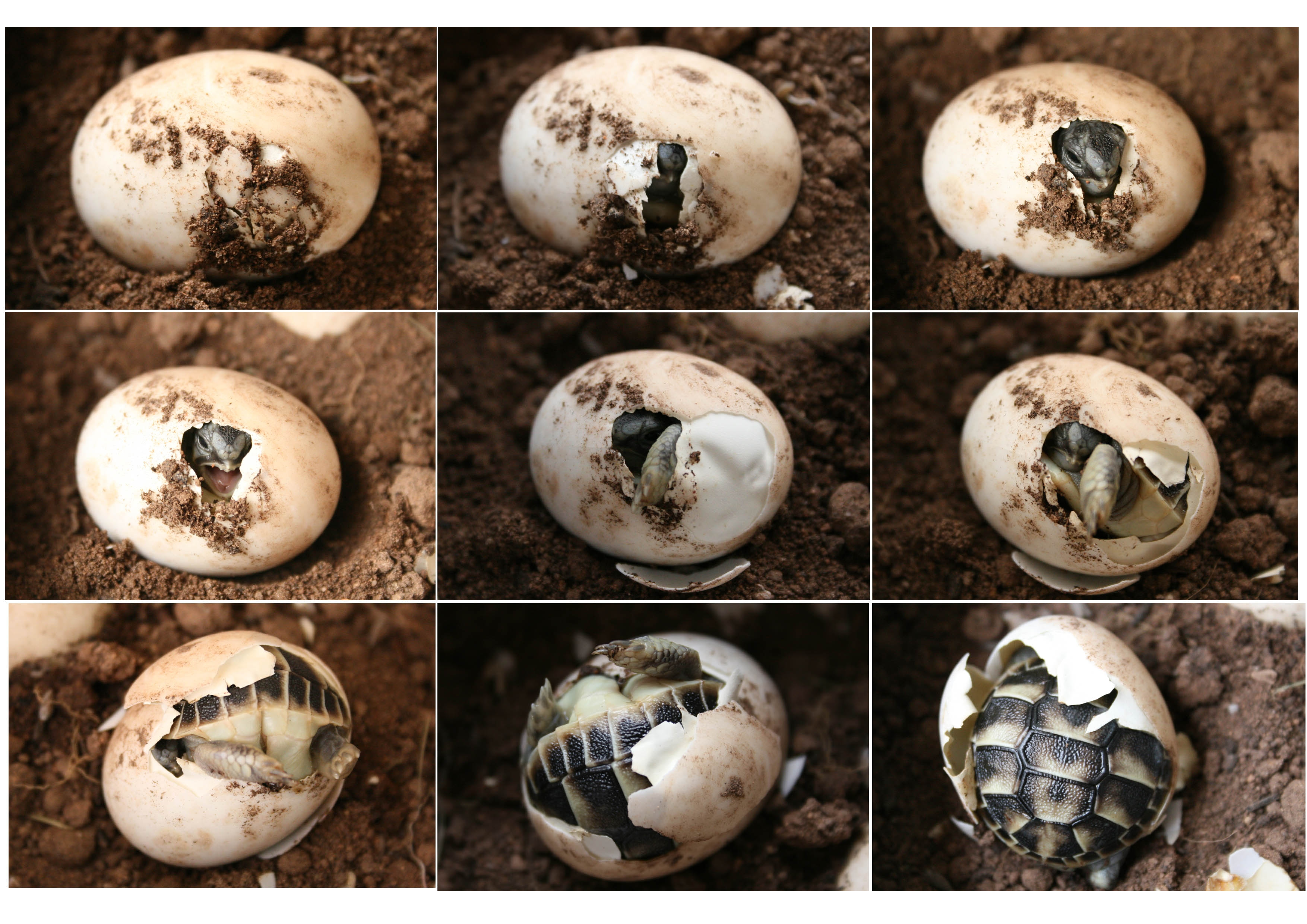
Éclosion d'une tortue d'Hermann.

Les pontes collectives des tortues marines sont appelées arribada. Elles ont lieu sur les plages pendant les premiers et derniers quartiers du cycle lunaire, en période de mortes-eaux et lorsque le ressac est faible. Les œufs sont généralement pondus sur terre. Il y a néanmoins certaines exceptions comme la Chelodina oblonga qui dépose ses œufs dans l'eau. Certaines espèces pondent plusieurs fois par saison et les tortues marines, notamment, peuvent pondre jusqu'à dix fois par an.
Certaines espèces pondent de nombreux œufs en même temps. D'autres, comme les Homopus ou les Pyxis, ne pondent qu'un œuf à la fois. Dans le cas des tortues pondant peu d'œufs, les embryons sont en général plus développés au moment de la ponte que ceux des tortues qui pondent beaucoup, ce qui maximise les chances d'éclosion des œufs.
Les œufs de tortue ont une couleur oscillant entre le blanc et le jaunâtre. Les œufs de tortue pondant beaucoup d'œufs sont en général plus ronds, alors que les œufs de tortue ne pondant que peu d'œufs sont en général plus ovales. Leurs coquilles peuvent être très souples ou très dures suivant les espèces. Elles sont poreuses, ce qui leur permet de capter l'oxygène de l'environnement et d'évacuer de l'eau.

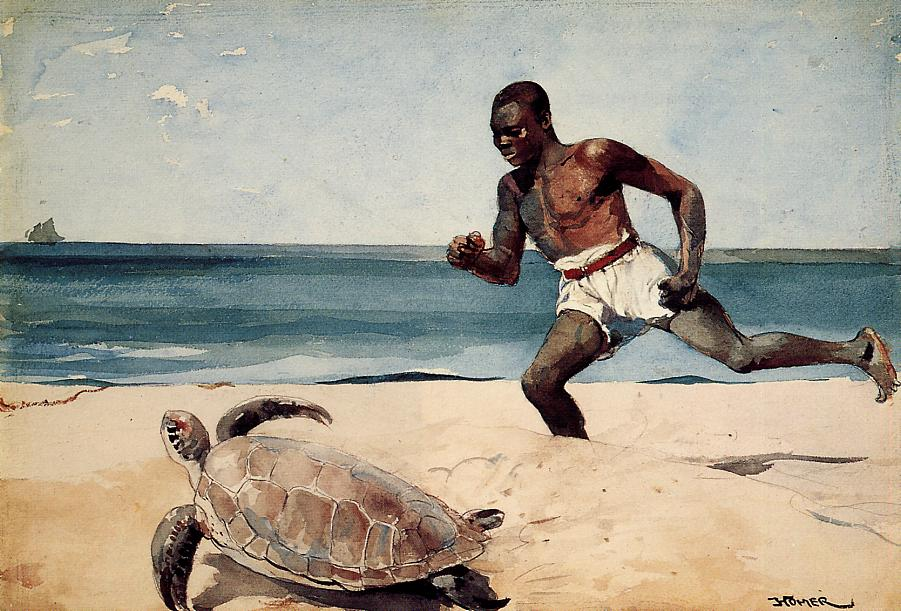
Rum Cay, 1893
Winslow Homer
Worcester Art Museum

La chasse à la tortue représentée par le peintre Winslow Homer dans l'îlot de Rum Cay aux Bahamasmontre un homme poursuivant une tortue. Cette façon de chasser la tortue, consistait à surprendre la femelle sur la plage pendant qu'elle pondait ses œufs.

### Détermination du sexe

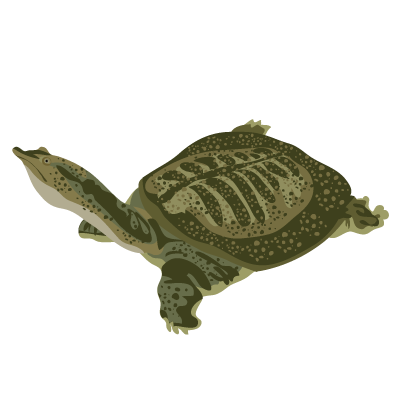
Chez cette espèce (Pelodiscus sinensis), l'embryon semble dans une certaine mesure pouvoir se déplacer dans l'œuf afin de trouver une zone de température plus favorable à l'expression de son sexe (mâle/femelle) tel qu'il a été génétiquement programmé.

La détermination du sexe correspond à l’événement hormonal qui au cours du développement embryonnaire va physiquement faire d'une tortue un individu mâle ou femelle. Le sexe peut être déterminé par la combinaison chromosomique des gamètes. Néanmoins, chez la plupart des espèces de tortues, il existe un mécanisme supplémentaire ou remplaçant celui-ci.

On sait depuis la fin des années 1960 que, à une période critique de l'incubation, la température influe sur la détermination du sexe des embryons de certaines espèces de reptiles, dont les tortues. Des températures basses favorisent la naissance de mâles, alors que des températures élevées favorisent les femelles. Chez les crocodiles, de nombreux poissons, certains lézards et la plupart des tortues, ces hormones dépendent aussi des températures extérieures. Les températures plus froides entraînent alors plus de mâles et inversement plus de femelles naissent quand l'environnement de la ponte est plus chaud. Une différence de 2 °C de plus ou de moins suffit à faire en sorte que tous les individus seront respectivement femelles ou mâle.
Une étude scientifique récente (publication 2019) laisse penser que l'embryon de la tortue d'eau douce à carapace molle chinoise (Pelodiscus sinensis) a néanmoins, durant un certain temps, un certain pouvoir de « choix » de sa destinée sexuelle, qu'il exerce en se déplaçant vers une zone un peu plus chaude ou fraîche à l'intérieur de son œuf. Chez cette espèce, si tous les embryons peuvent se positionner dans un endroit de l'œuf où la température n’est ni trop chaude ni trop froide (29 °C) pour lui, alors le sex-ratio sera à la naissance à peu près parfait.
Si cette hypothèse est confirmée chez d'autres espèces de tortues, ce comportement pourrait contribuer à sauver certaines espèces face au réchauffement climatique, au moins si la température ne monte pas trop, faute de quoi il finirait par ne rester que des femelles qui ne seraient plus fécondées, ce qui condamnerait l'espèce.
Bien que minuscule, l'embryon se montre déjà « capable de détecter de petites différences de température et de s’installer dans la partie de l'œuf lui donnant la meilleure chance de survie ». Cette hypothèse fait débat, car l'embryon n'a pas encore de muscles semblant assez développés pour un contrôle actif de sa position dans l'œuf, et car la mobilité sporadique des embryons est la plus intense après la période connue pour être sensible à la température chez les espèces dont la détermination du sexe varie selon la température. D'autres auteurs estiment donc que les embryons de reptiles sont « généralement incapables » de tels comportements adaptatifs dans l'œuf, certaines espèces pouvant cependant présenter un comportement adaptatif.
La sensibilité de l'embryon à la température ne s'exprime qu'après la ponte, mais pas tant que l'œuf est dans la femelle.

### Les jeunes

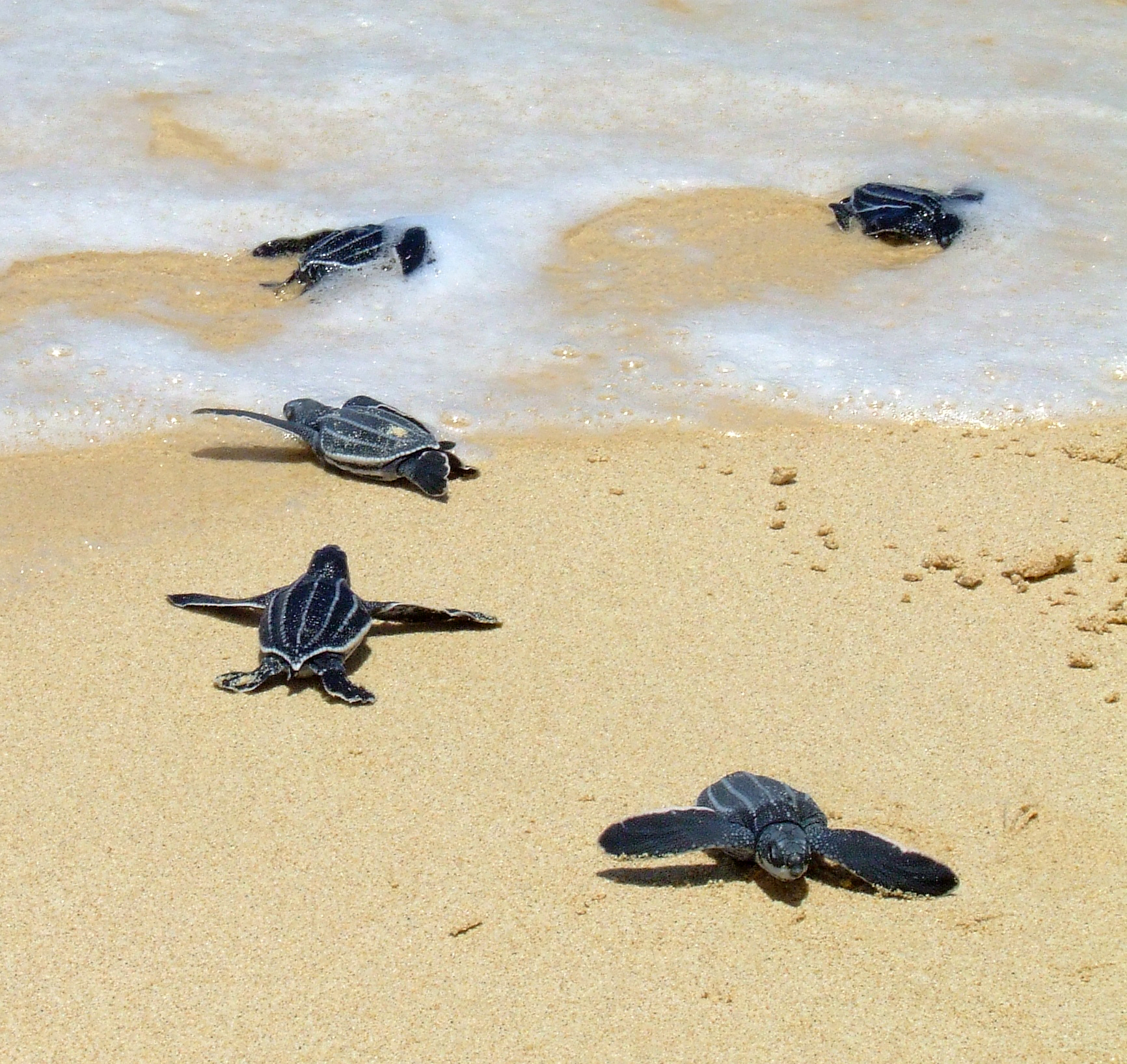
Tortues luth se jetant dans la mer à peine sorties de l'œuf.

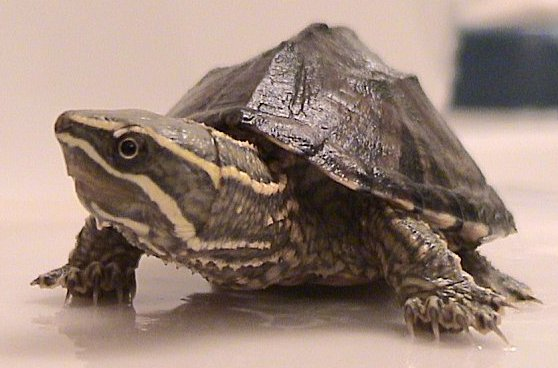
Jeune de tortue musquée.

Quelques semaines ou quelques mois après l'enfouissement (suivant l'espèce), les jeunes tortues sortent des œufs. Elles se libèrent rapidement en utilisant un diamant. Les espèces marines cherchent ensuite instinctivement à rejoindre la mer.
Les jeunes tortues ont une apparence différente de celle de leurs parents. Leur carapace est en général plus plate. Les dessins sur celle-ci et sur leur peau sont très différents. Elles consomment plus de viande que les adultes, ce qui leur permet d'avoir l'apport en protéines supérieur nécessaire à leur croissance. Lors de leurs explorations, elles se retournent parfois sur le dos, mais doivent normalement pouvoir se redresser.

### Adulte
Une fois que la tortue est devenue adulte, elle continue à se développer tout au long de sa vie. La forme de leur carapace évolue. Pour certaines tortues, celle-ci devient plus bosselée. L'éclat de la couleur des carapaces des tortues les plus vieilles diminue et elles sont généralement abîmées par des marques dues aux attaques des prédateurs.

## Répartition
Il existe 342 espèces de tortues que l'on classe habituellement en trois groupes : les tortues terrestres, les tortues aquatiques et les tortues marines. Beaucoup d'espèces sont menacées d'extinction ou ont déjà localement disparu d'une grande partie de leur aire naturelle de répartition.
Les tortues sont représentées sur tous les continents (sauf l'Antarctique), mais vivent préférentiellement dans les régions tropicales et subtropicales, peu d'espèces terrestres vivent dans les zones tempérées. Elles sont ainsi bien implantées en Afrique, mais également dans la partie sud de l'Asie. En Europe, elles sont surtout présentes dans le sud, à proximité de la Méditerranée. En Amérique du Nord, on rencontre des tortues dans le sud et le centre. En Amérique du Sud elles sont omniprésentes excepté sur la côte ouest. En Océanie, des tortues vivent dans bon nombre de ses îles, à l'exception notamment de la Nouvelle-Zélande et de la vaste zone désertique du centre de l'Australie. Elles sont également absentes de la péninsule arabique.
Les tortues colonisent une grande variété d'habitats différents. On les rencontre dans les océans, les marécages, les savanes, les forêts ou les prairies. Certaines tortues vivent même dans des zones arides, comme la Tortue du désert, ou en montagne, comme la Tortue-boîte du Yunnan qui peut vivre à plus de 1 800 mètres d'altitude.
Certaines espèces de tortues couvrent de très grandes zones du globe, tandis que d'autres ne sont présentes que sur des espaces très limités, comme la Tortue-boîte de Pan uniquement présente dans la province du Shanxi en Chine ou la Platémyde radiolée, uniquement présente dans les bassins atlantiques du rio São Francisco au Brésil. Par ailleurs, de nombreuses espèces sont de grandes migratrices.

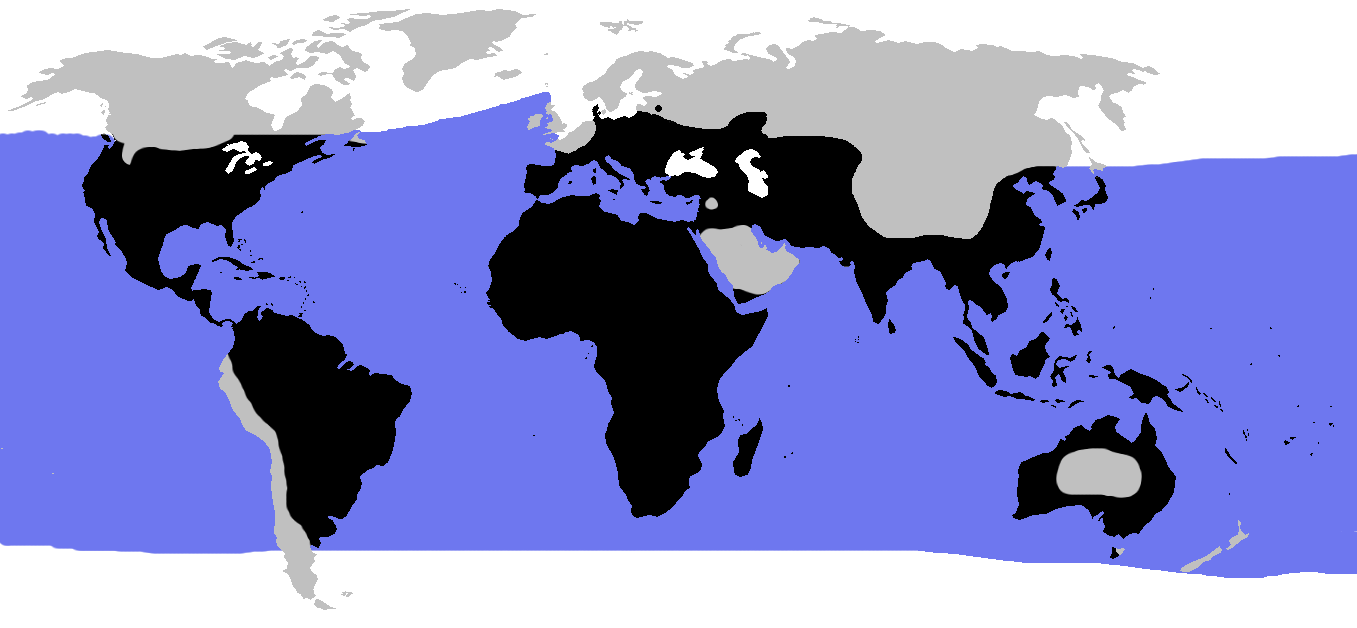
Aire de répartition des tortues dans le monde
Tortues marines
Tortues terrestres et aquatiques

## Classification et dénomination

### Histoire évolutive

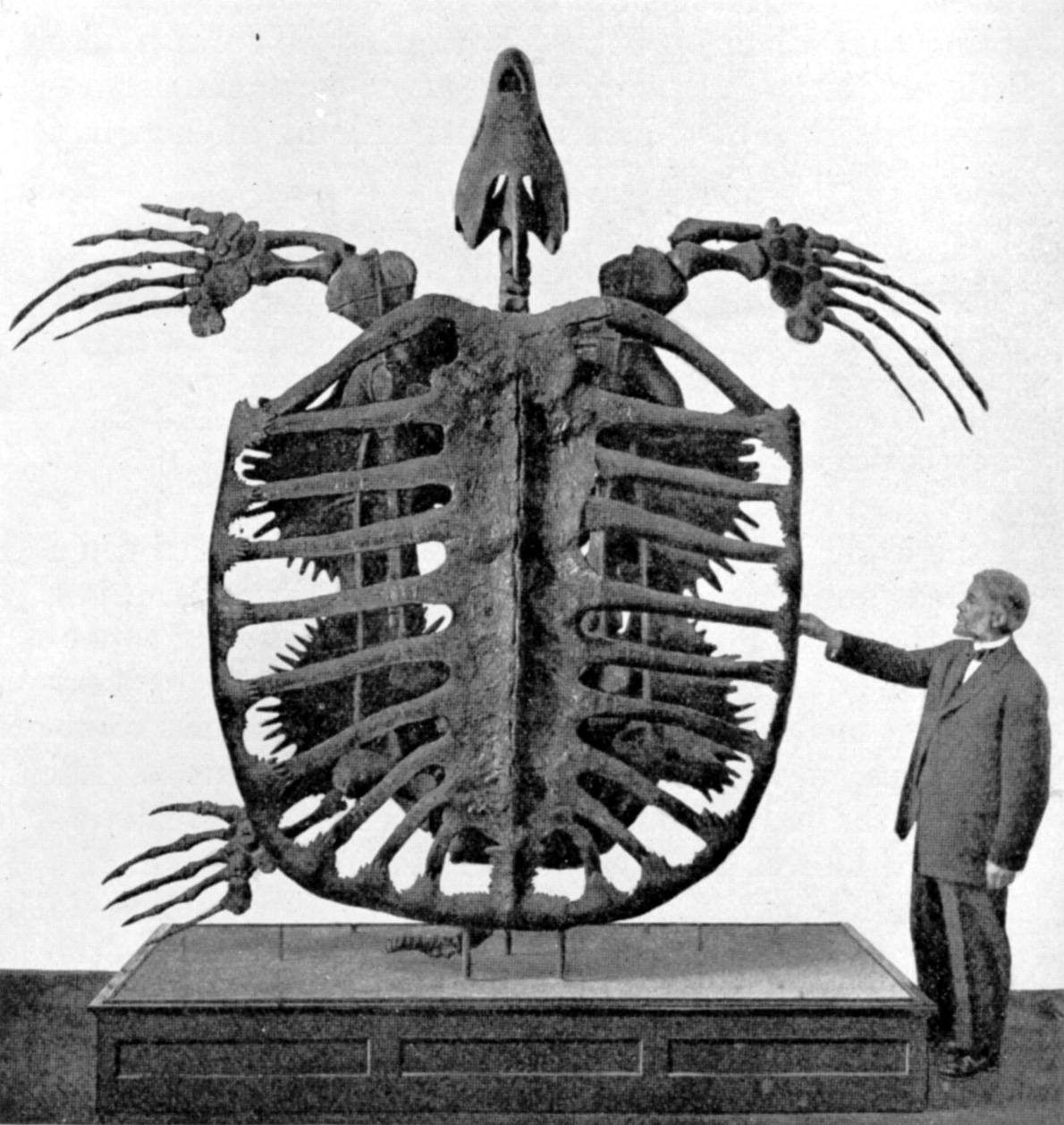
Squelette fossile d'Archelon

Les plus anciennes tortues datent du Trias, il y a plus de 200 Ma mais il n'existe pas de consensus quant à leur phylogénie : leur origine au sein des sauropsides est encore incertaine parce que l'on ne sait pas si leur crâne anapside marque une ascendance dans ce groupe paléozoïque sans fosses temporales, ou une ascendance diapside avec disparition secondaire de la cloison et des fosses temporales. Les deux options ont des arguments. Le plus récent ancêtre commun des tortues modernes date d'au moins 210 Ma, donc le groupe des tortues est probablement encore plus ancien.
Pendant un temps, le sauropside Eunotosaurus à carapace du Permien a été envisagé comme ancêtre de l'ordre mais cette hypothèse est actuellement abandonnée. La taxonomie de l'ordre est débattue et l'approche génétique offre d'autres perspectives que celles morpho-anatomiques. Les développements les plus récents sont de Wilkinson et al., Rieppel & Reisz, Laurin & Gauthier.
Si Eunotosaurus n'est plus envisagé comme ancêtre commun des tortues, c'est parce que divers éléments semblent démentir cette parenté : mode de formation de la carapace, os ectoptérygoïde dans le crâne…). Par la suite, les Captorhinidés furent proposés mais l'agencement des os de leur crâne ne correspond pas non plus aux tortues. Les Procolophonidés et les Paréïasaures furent également considérés comme des ancêtres potentiels, ou des taxons-frères des Tortues. Les propositions les plus récentes reprennent une ancienne thèse étayée par la recherche moléculaire, qui propose que les ancêtres des tortues sont des diapsides ayant perdu leur cloison temporale,,. Aujourd'hui (2024) l'ordre des tortues est placé dans la sous-classe des chéloniens.
Les fossiles de tortues sont nombreux. Le plus ancien fossile de chélonien est celui d'Odontochelys qui, comme l'indique son nom, avait encore des dents, puis celui de Proganochelys. Cette tortue montre les dispositifs disparus chez les tortues modernes : elle est utile comme repère pour l'étude de l'évolution des tortues (comme une rangée de dents vomériennes et palatines). Le Proterochersis, animal aussi ancien que le Proganochelys, pliait déjà le cou pour rentrer la tête et son bassin était solidaire de la carapace. Sa présence vers la fin du Trias indique que la différenciation entre cryptodires et pleurodires était déjà effective à cette époque : il est quasiment certain que la Kayentachelys du milieu du Jurassique en Amérique du Nord, est une tortue cryptodire. De nombreux fossiles de Cryptodires marins éteints ont été trouvés en Europe et en Asie ; beaucoup appartiennent à la famille des Plesiochelyidae.

### Systématique

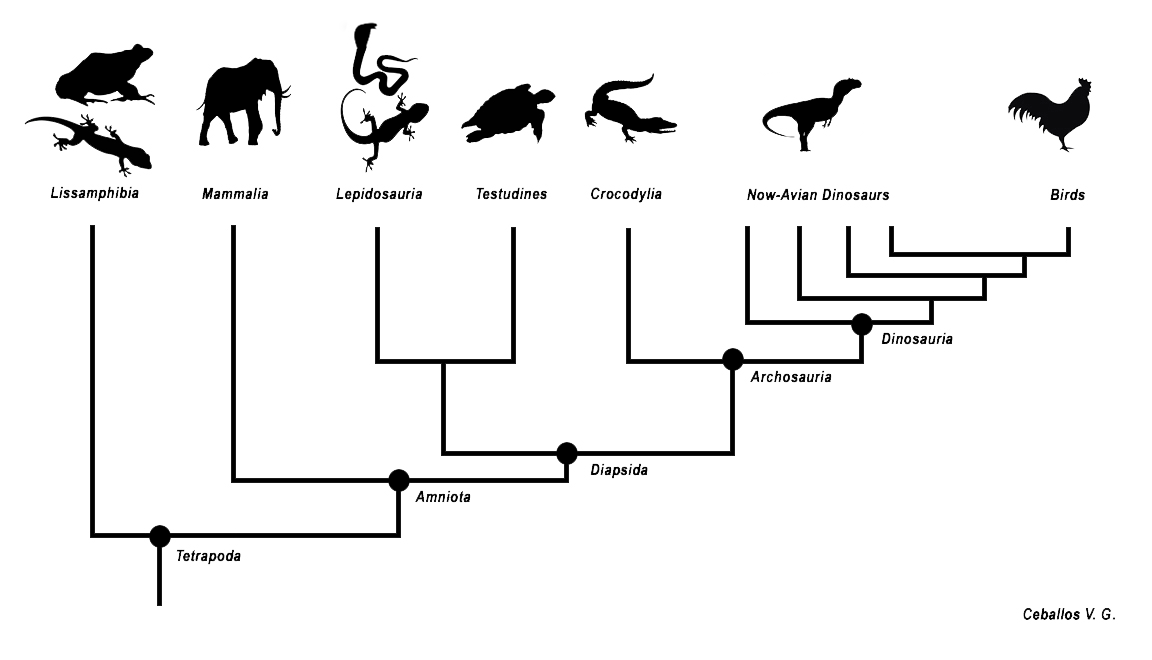
Cladogramme des tétrapodes illustrant la position phylogénétique des tortues dans l'hypothèse généralement admise qu'elles descendent de diapsides ayant secondairement perdu leur cloison et leurs fosses temporales.

#### Tortue dans le règne animal
- Animalia
  - Chordata
    - Craniata
      - Sauropsida
        - Anapsida
          - Testudines
            - Cryptodira
            - Pleurodira
            - Familles hors des deux précédents sous-ordres
              - † Australochelidae
              - † Proganochelyidae

#### Classification

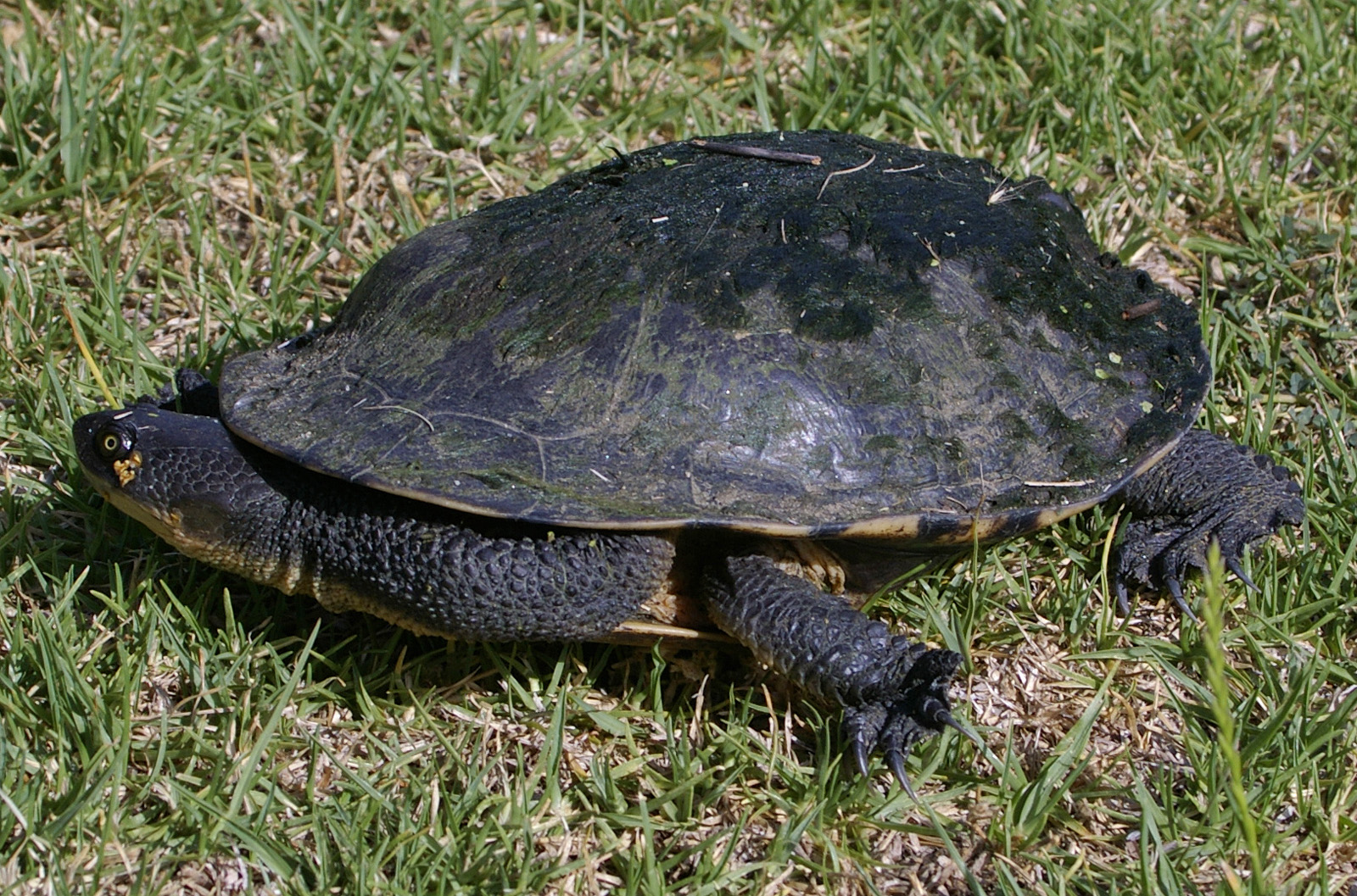
Le sous-ordre des Pleurodires (Linnaeus, 1758) regroupe des tortues de l'hémisphère sud qui s'identifient par leur manière de tourner leur cou pour rentrer la tête dans leur carapace et par la relation entre celle-ci et leur bassin (ici en exemple : Chelodina longicollis).

- Sous-ordre Pleurodira Linnaeus, 1758 :
  - Famille : Chelidae Gray, 1825
  - Famille : Pelomedusidae Cope, 1868
  - Famille : Podocnemididae Cope, 1868
  - † Famille : Dortokidae Lapparent & Murelaga, 1999

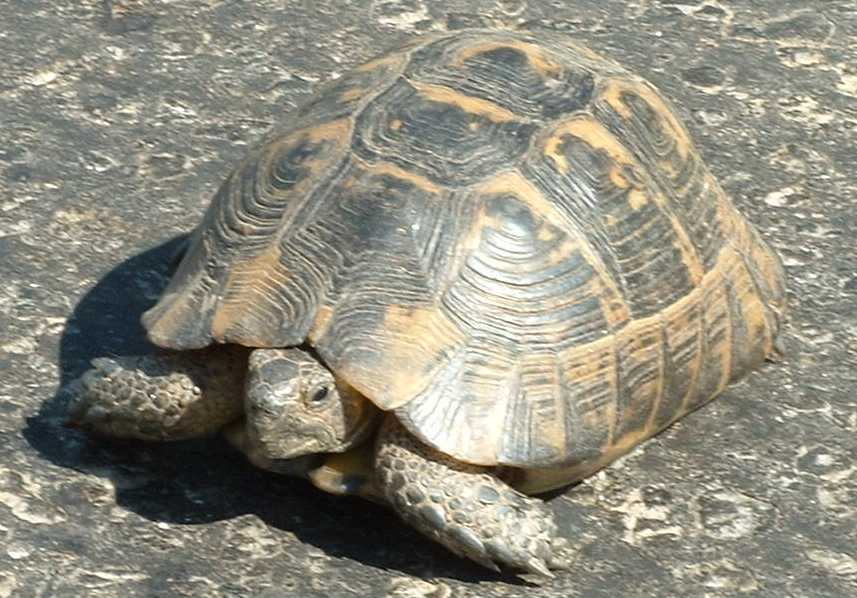
Le sous-ordre des Cryptodires (Linnaeus, 1758) regroupe la plupart des tortues terrestres, l'ensemble des tortues marines et certaines tortues amphibies. Leur tête, lorsqu'elle se rétracte, conserve son orientation initiale, contrairement aux Pleurodires (ici en exemple : Testudo graeca).

- Sous-ordre Cryptodira Linnaeus, 1758 :
  - Famille : Chelydridae Gray, 1831
  - Famille : † Baenidae Cope, 1882
  - Famille : † Glyptopsidae Marsh, 1890
  - Famille : † Kayentachelyidae Gaffney et al., 1987
  - Famille : † Meiolaniidae Lydekker, 1887
  - Famille : † Solemydidae Lapparent & Murelaga, 1997
  - Super-famille : Chelonioidea Baur, 1893 (tortues marines)
    - Famille : Cheloniidae Oppel, 1811
    - Famille : Dermochelyidae Fitzinger, 1843
    - Famille : † Plesiochelyidae Rütimeyer, 1873
    - Famille : † Protostegidae Cope, 1872
    - Famille : † Toxochelyidae Baur, 1895

  - Super-famille : Kinosternoidea Joyce, Parham & Gauthier, 2004
    - Famille : Dermatemydidae Gray, 1870
    - Famille : Kinosternidae Agassiz, 1857

  - Super-famille : Testudinoidea Fitzinger, 1826
    - Famille : Emydidae Rafinesque, 1815
    - Famille : Geoemydidae Theobald, 1868
    - Famille : Platysternidae Gray, 1869
    - Famille : Testudinidae Batsch, 1788
    - Famille : † Haichemydidae Sukhanov & Narmandakh, 2006
    - Famille : † Lindholmemydidae Chkhikvadze, 1970
    - Famille : † Sinochelyidae Chkhikvadze, 1970

  - Super-famille : Trionychia Hummel, 1929
    - Famille : Carettochelyidae Boulenger, 1887
    - Famille : Trionychidae Gray, 1825
    - Famille : † Adocidae Cope, 1869

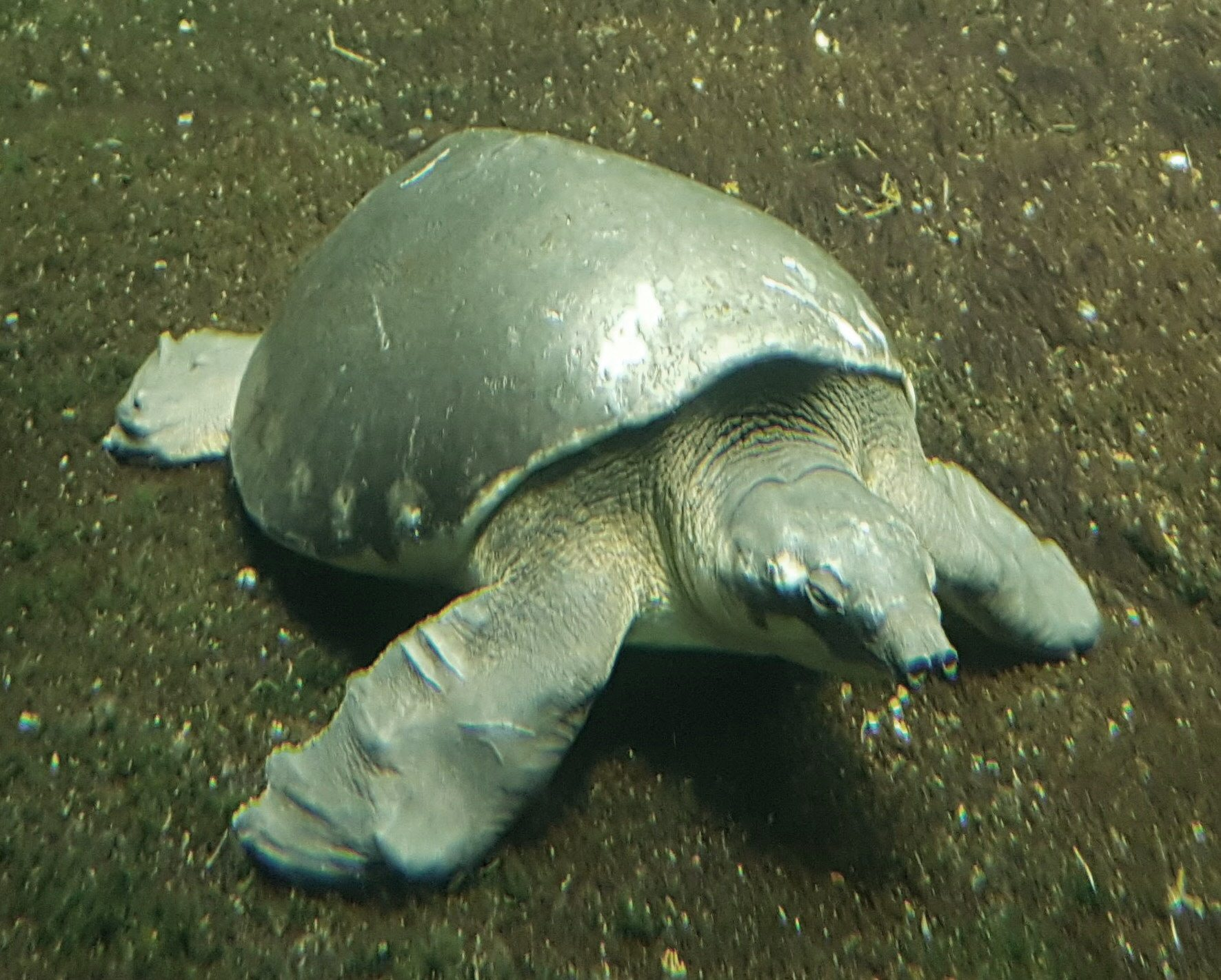
Carettochelys insculpta (Carettochelyidae)
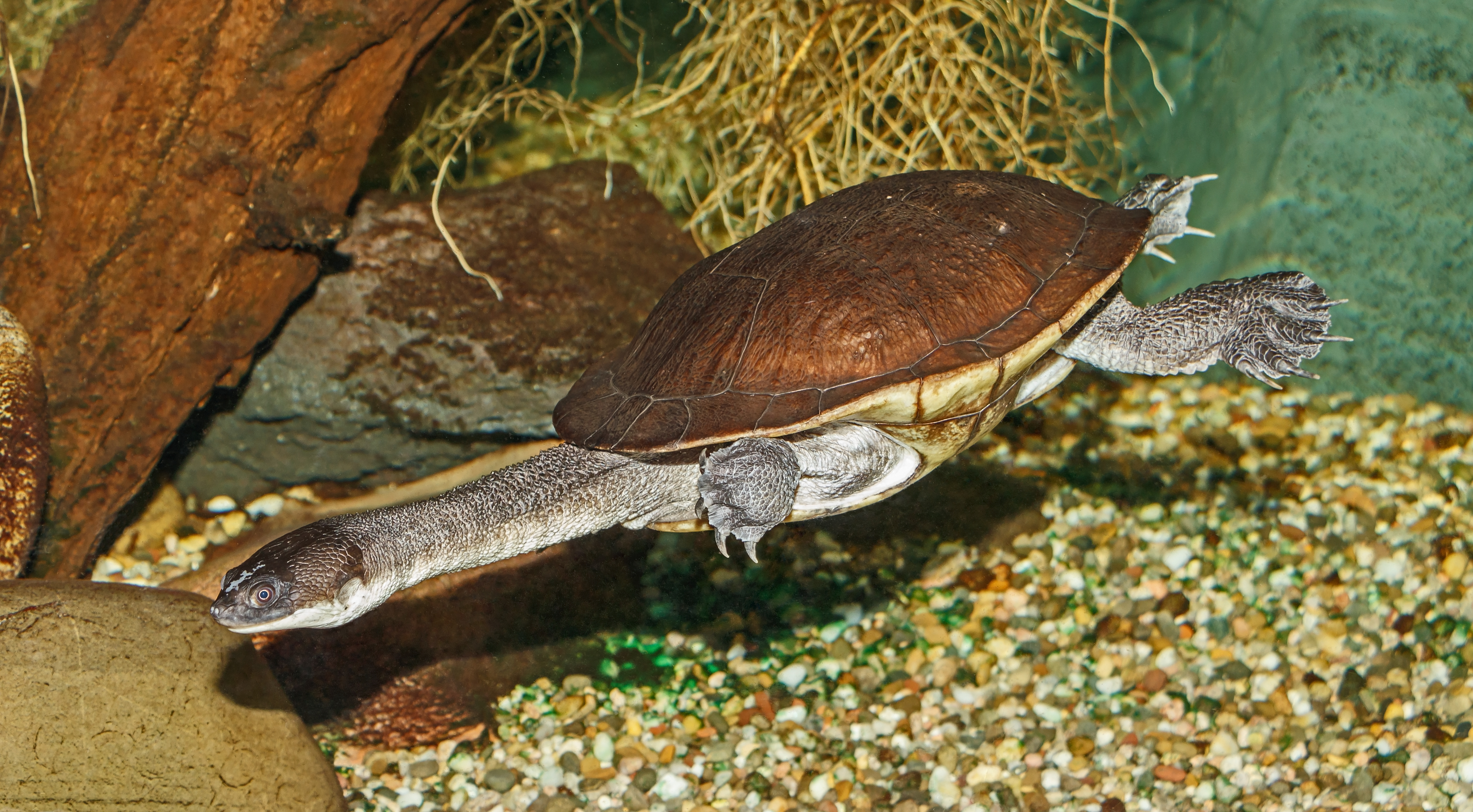
Chelodina mccordi (Chelidae)
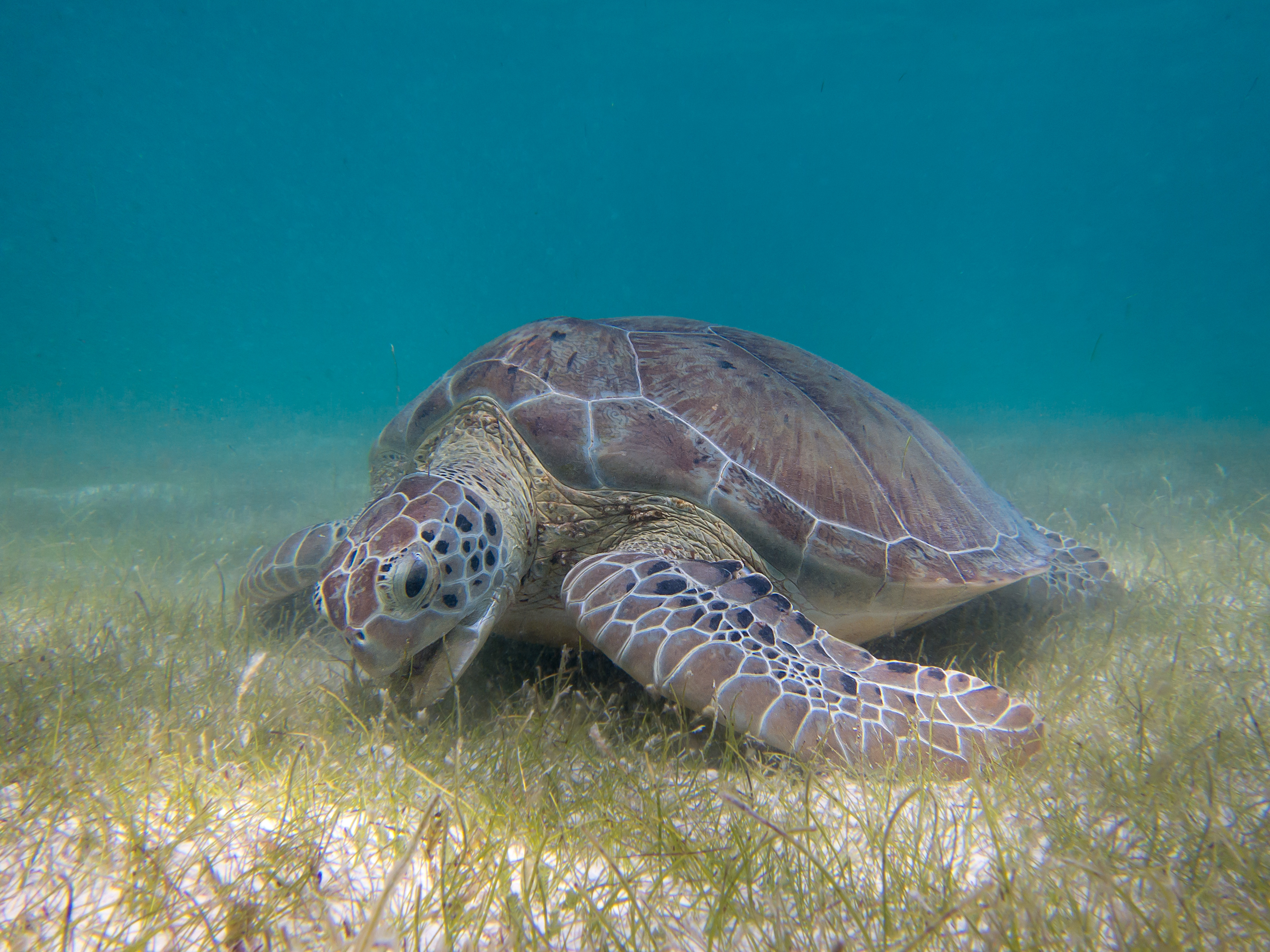
Chelonia mydas (Cheloniidae)
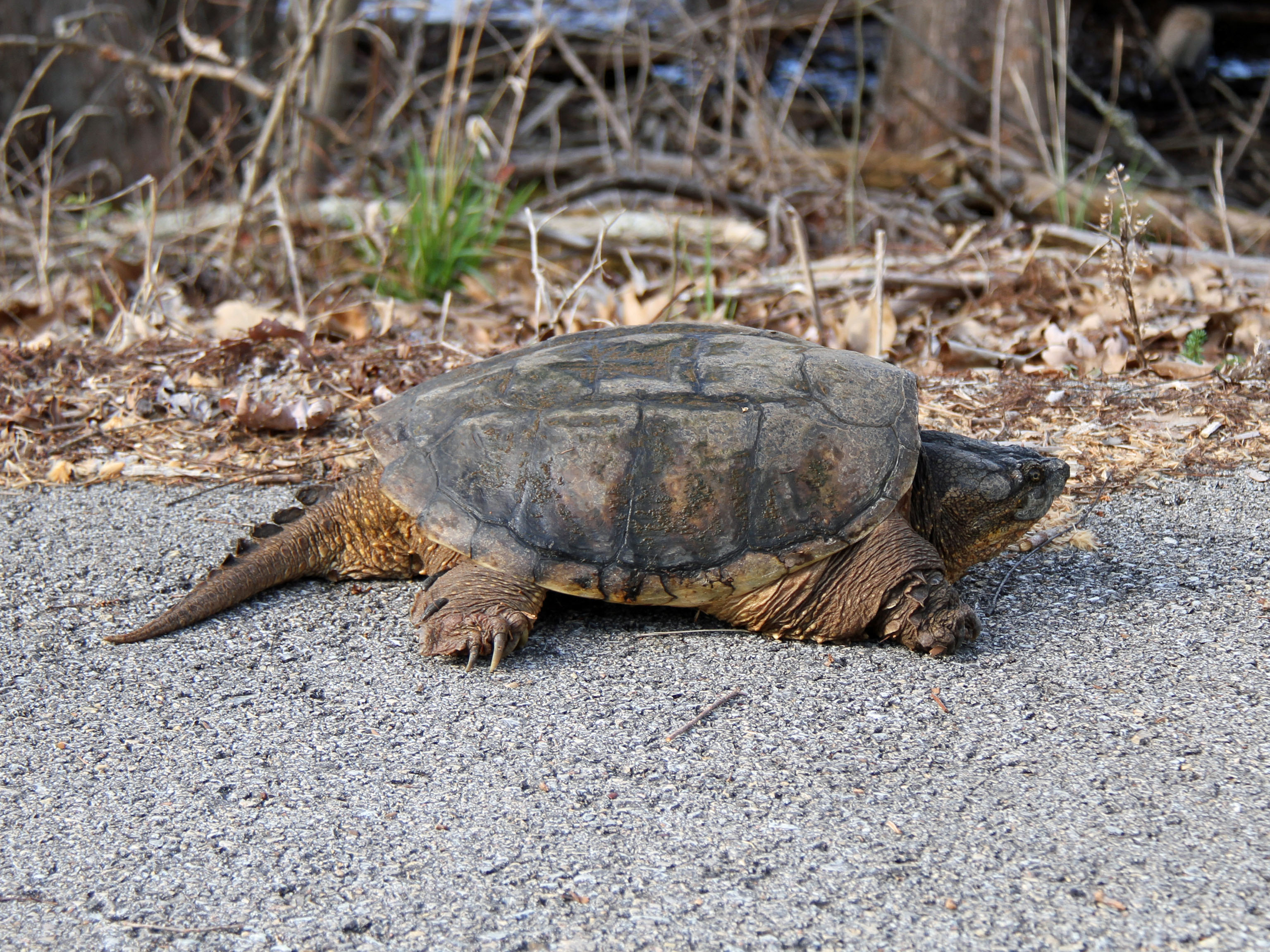
Chelydra serpentina (Chelydridae)
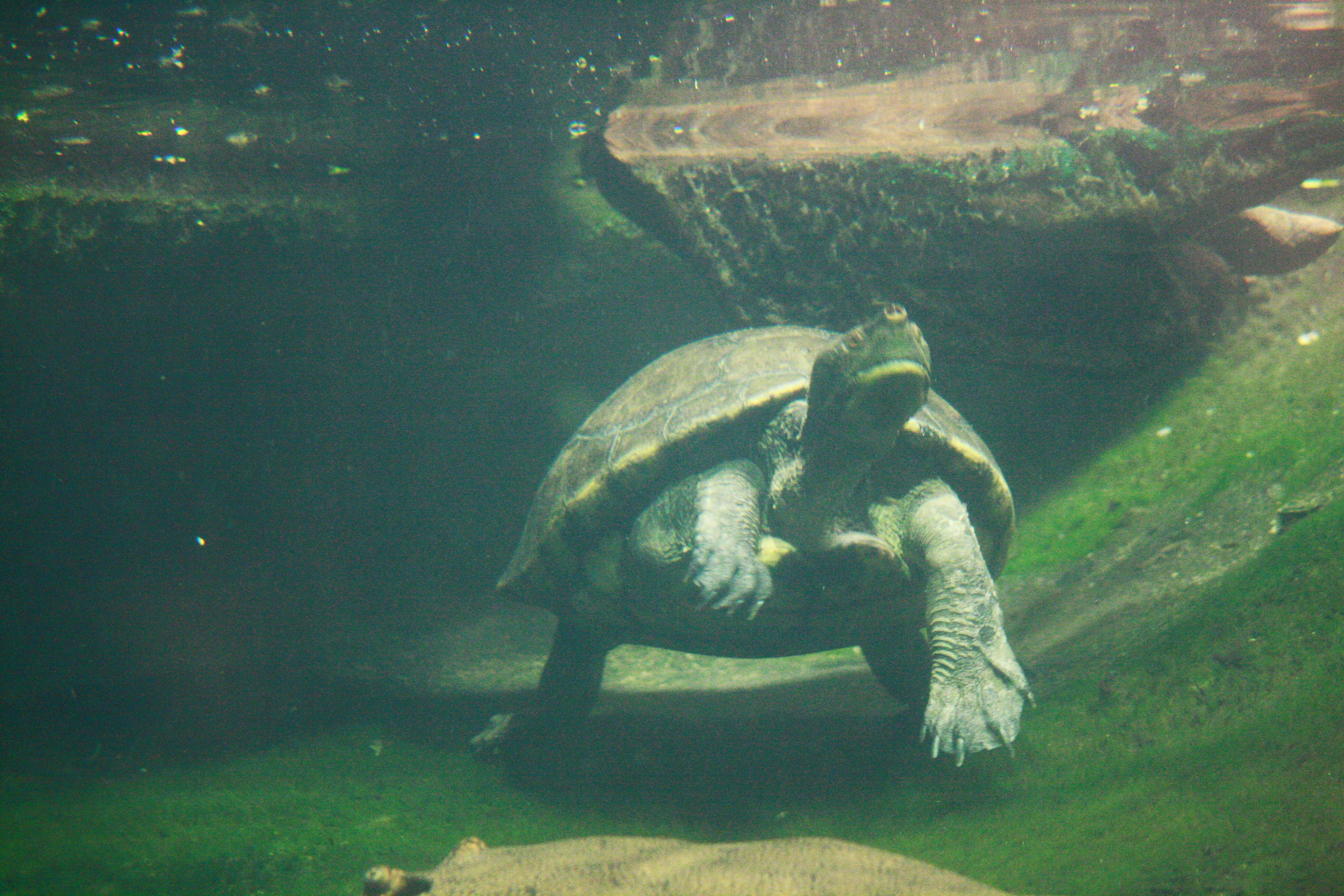
Dermatemys mawii (Dermatemydidae)
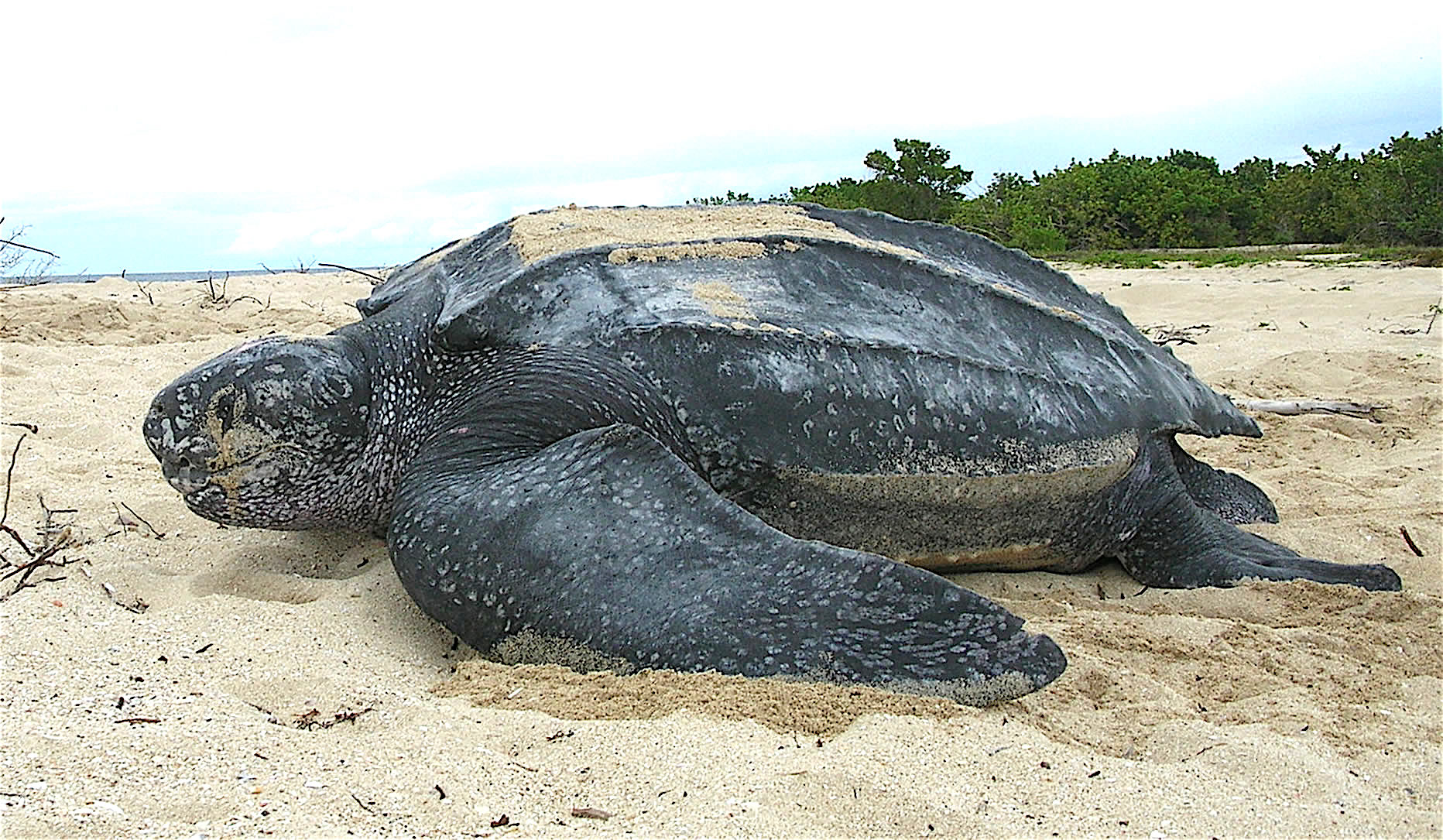
Dermochelys coriacea (Dermochelyidae)
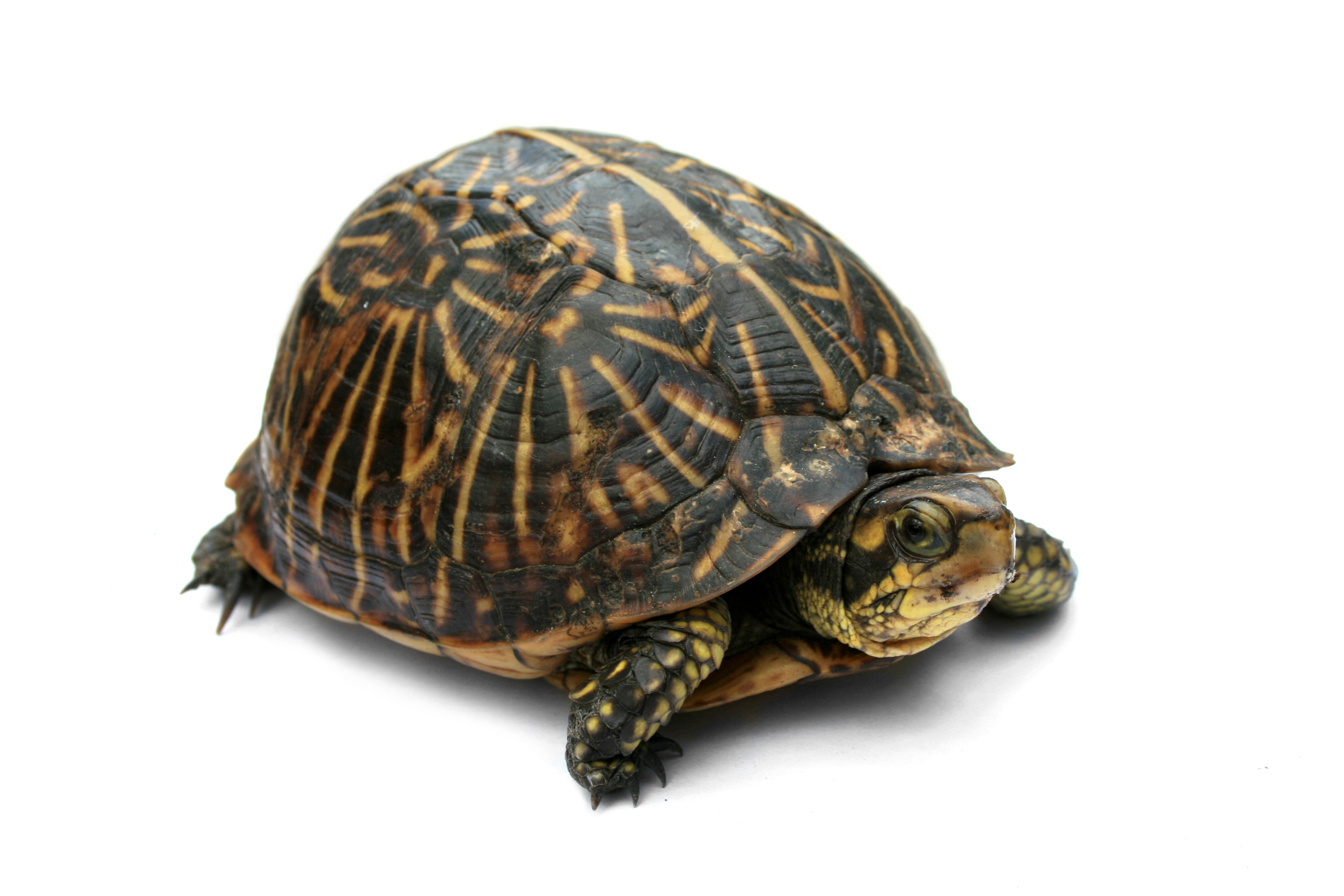
Terrapene carolina (Emydidae)
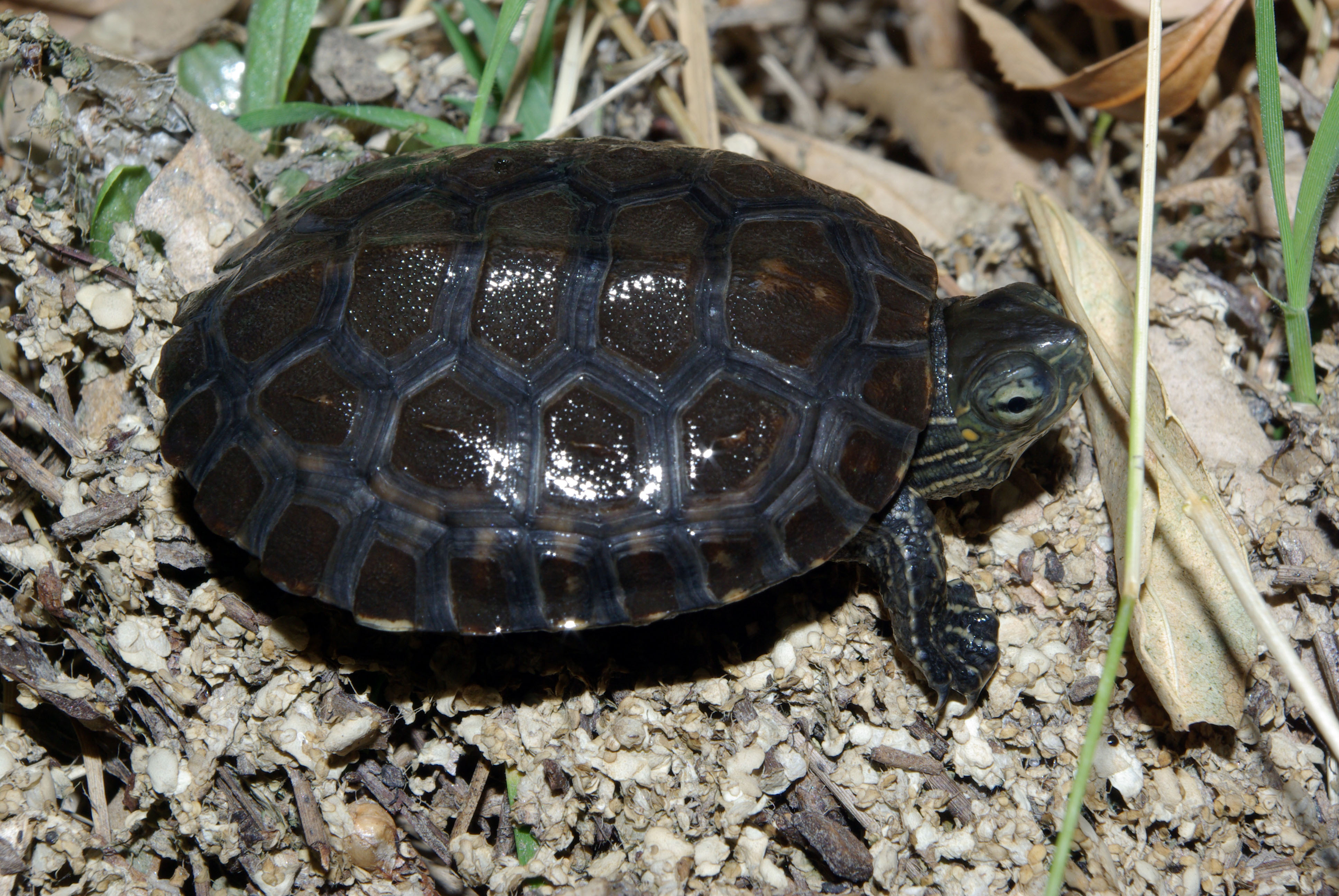
Mauremys leprosa (Geoemydidae)
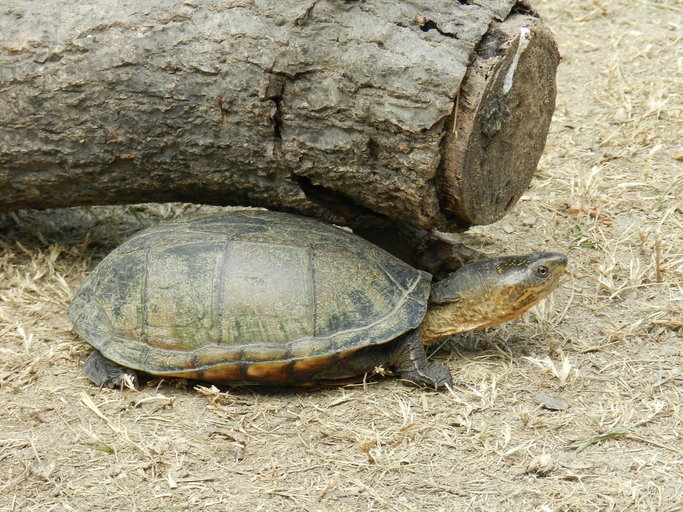
Kinosternon oaxacae (Kinosternidae)
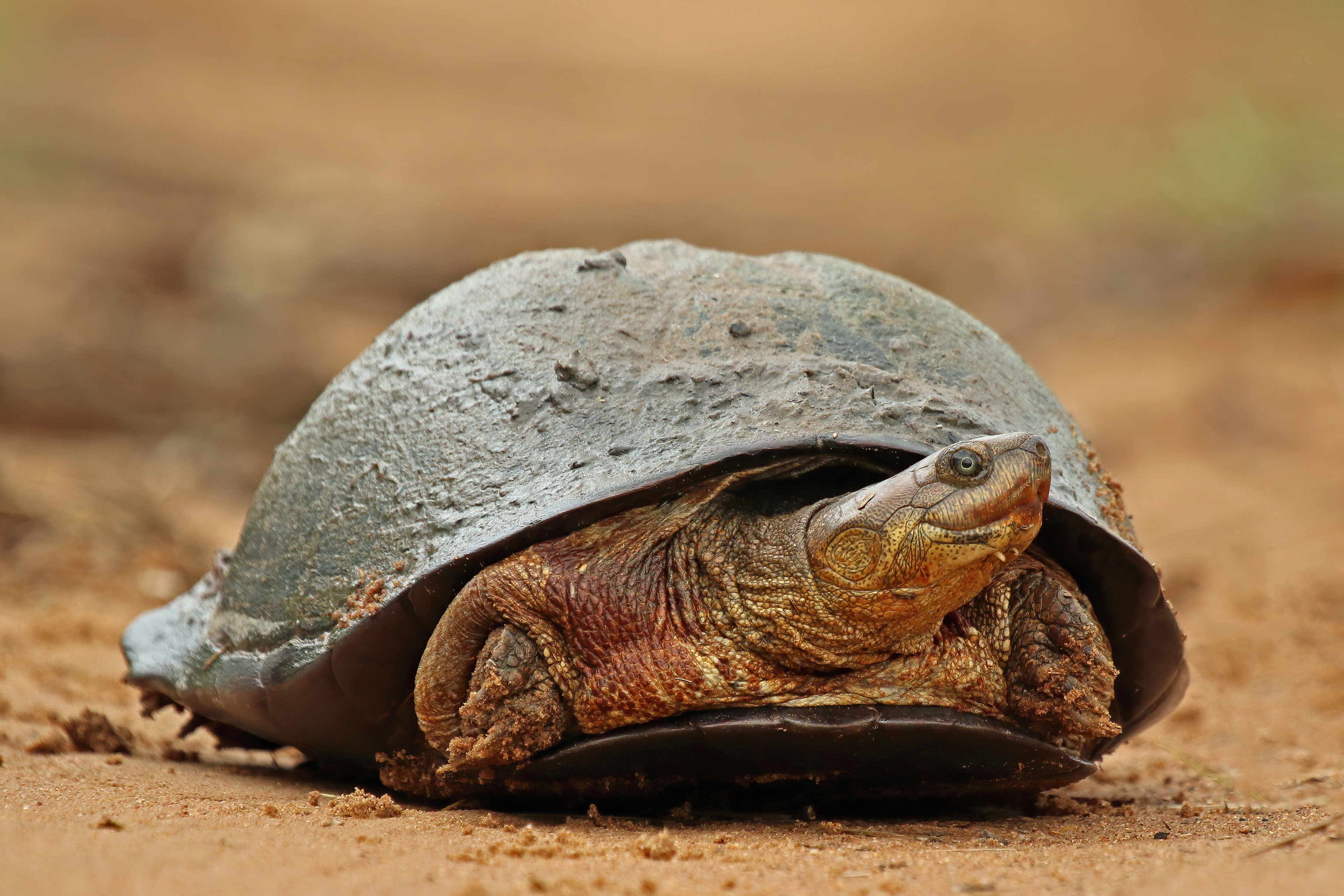
Pelomedusa subrufa (Pelomedusidae)
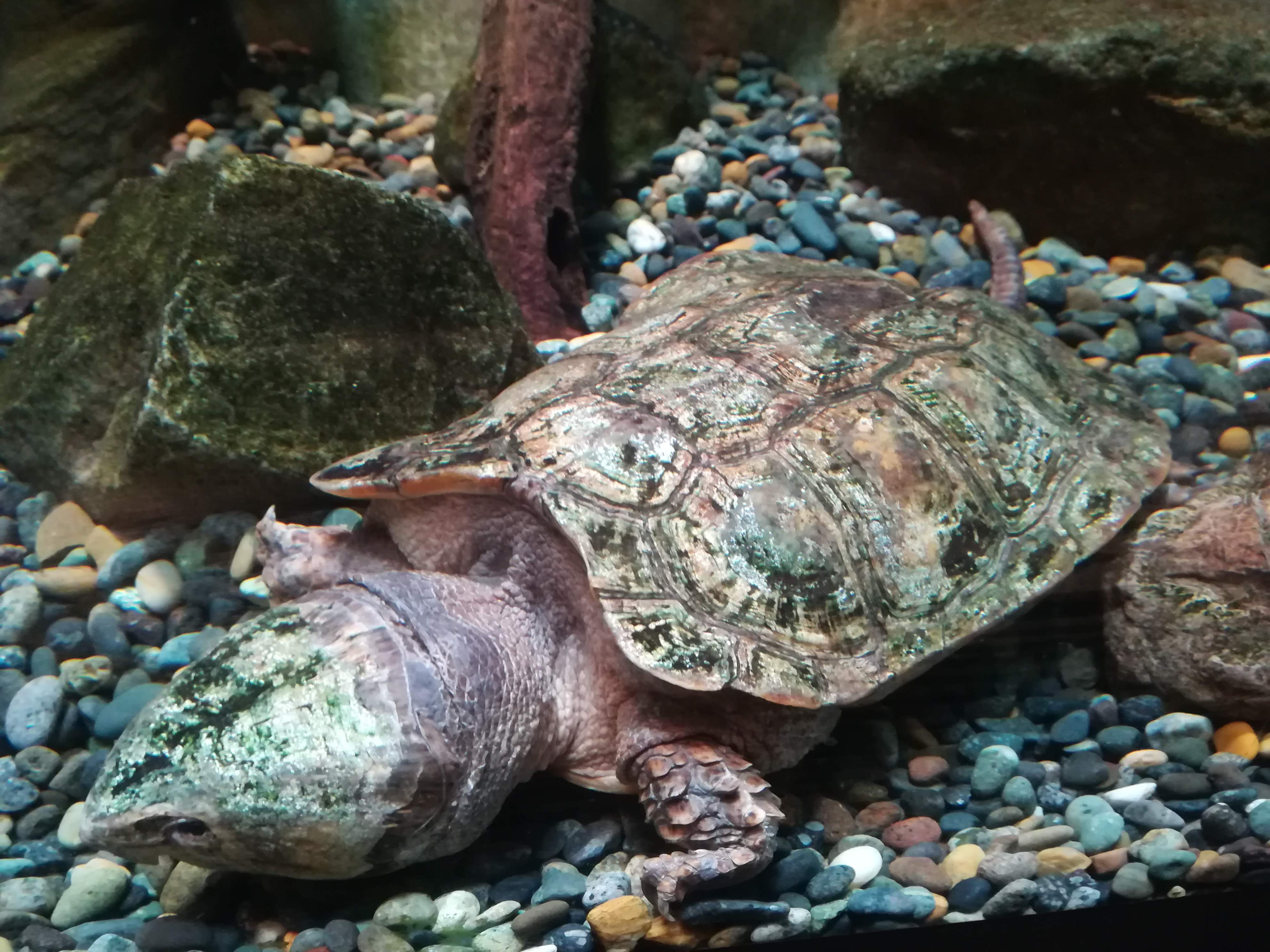
Platysternon megacephalum (Platysternidae)
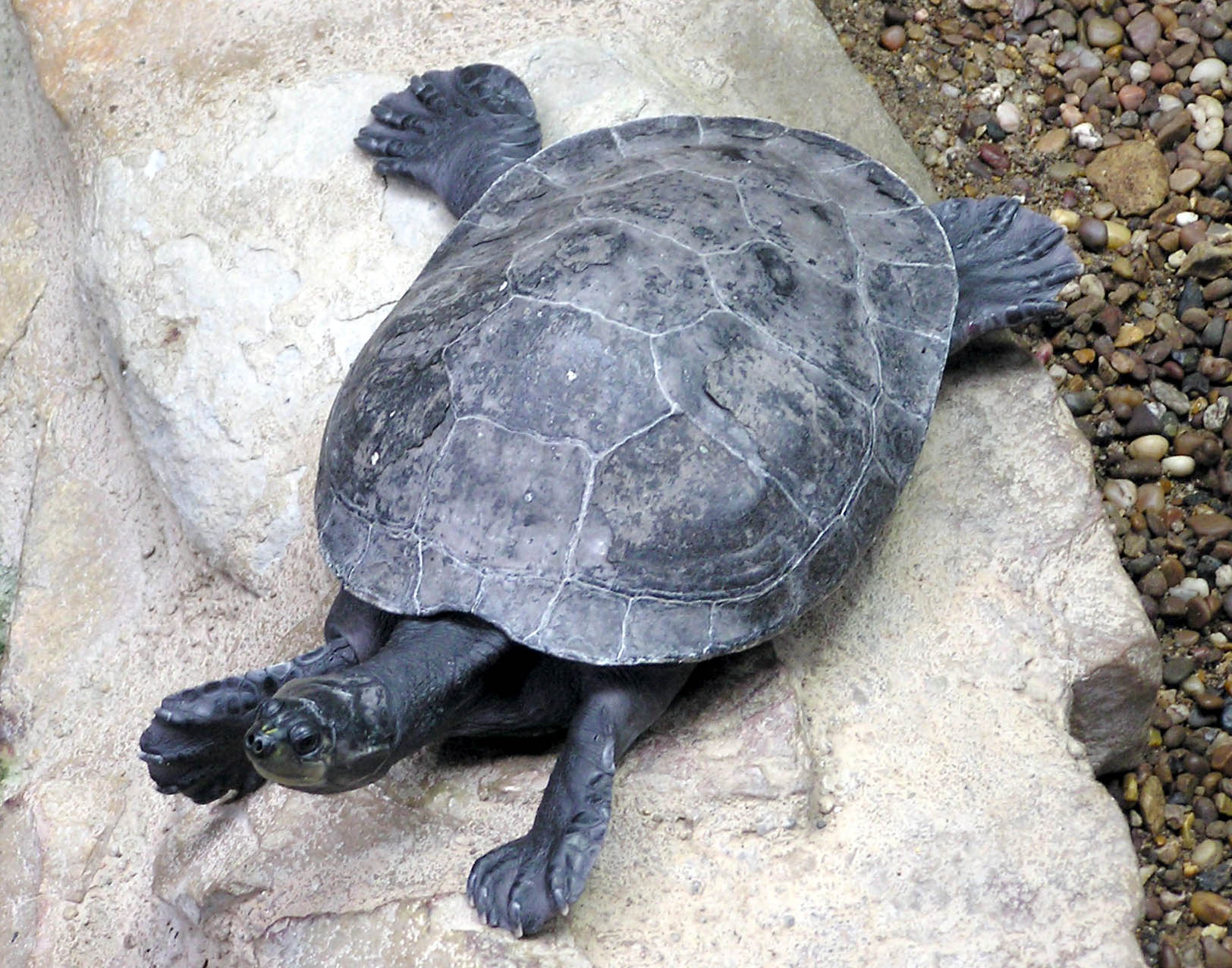
Podocnemis expansa (Podocnemididae)
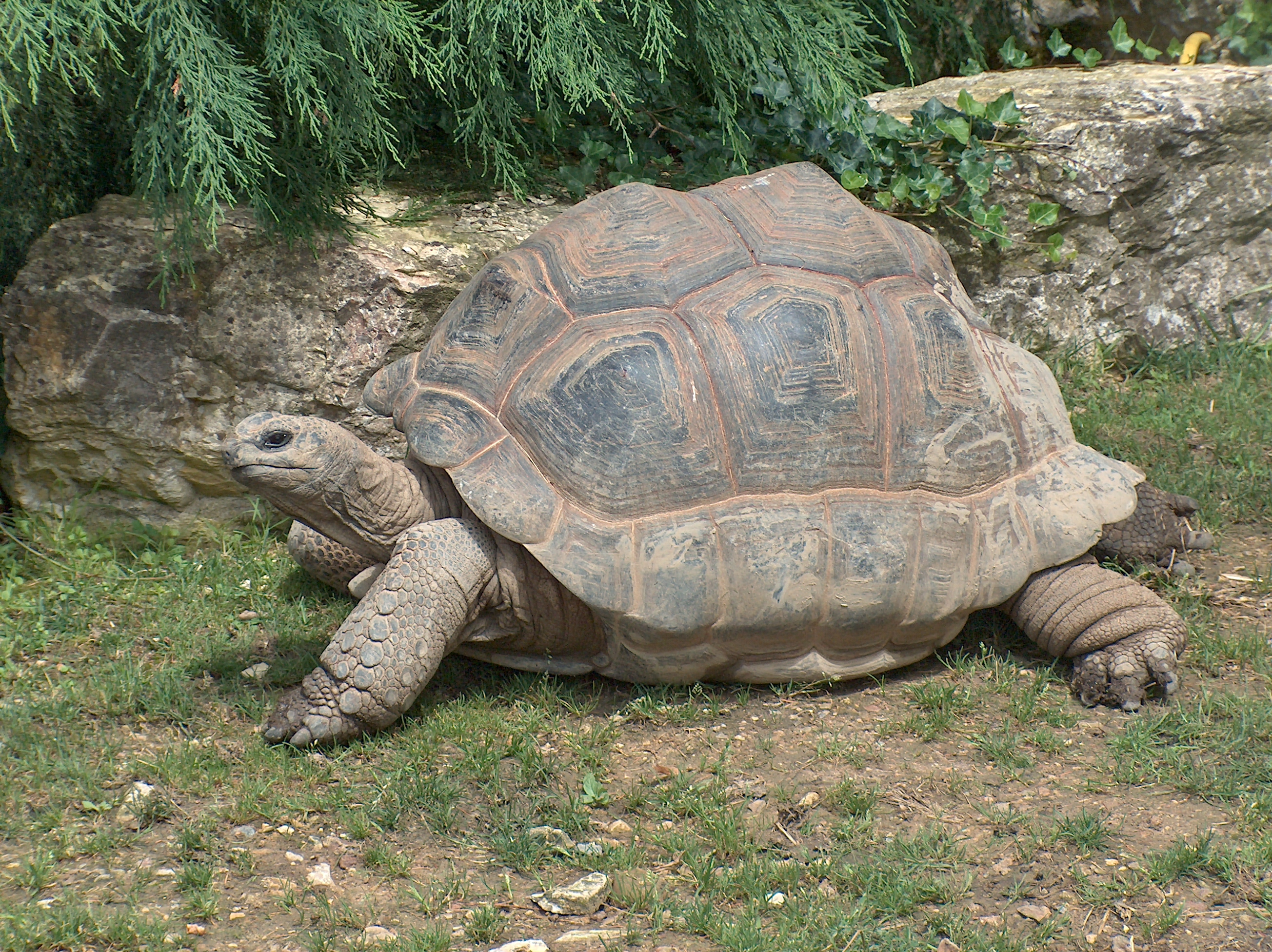
Aldabrachelys gigantea (Testudinidae)
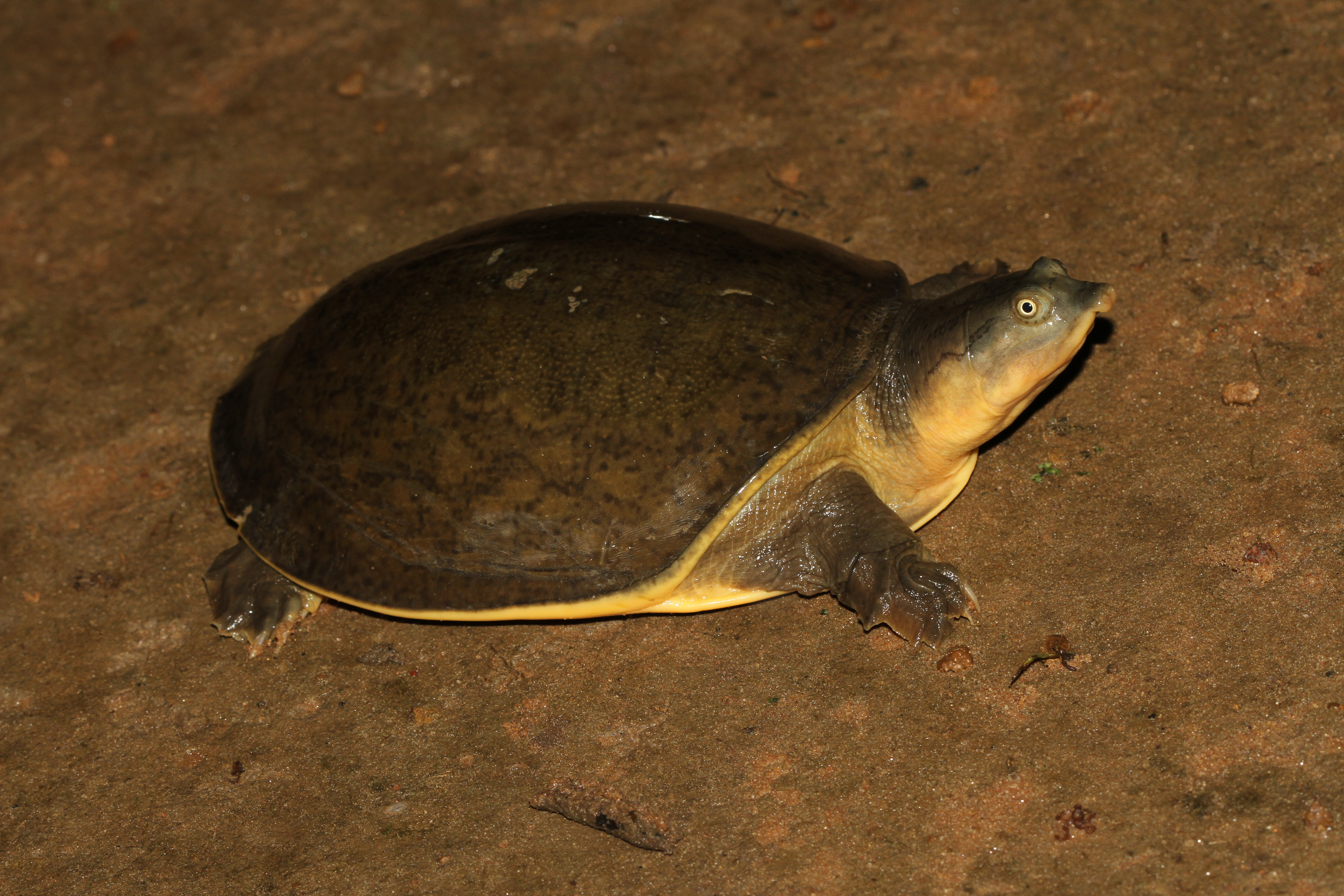
Lissemys punctata (Trionychidae)
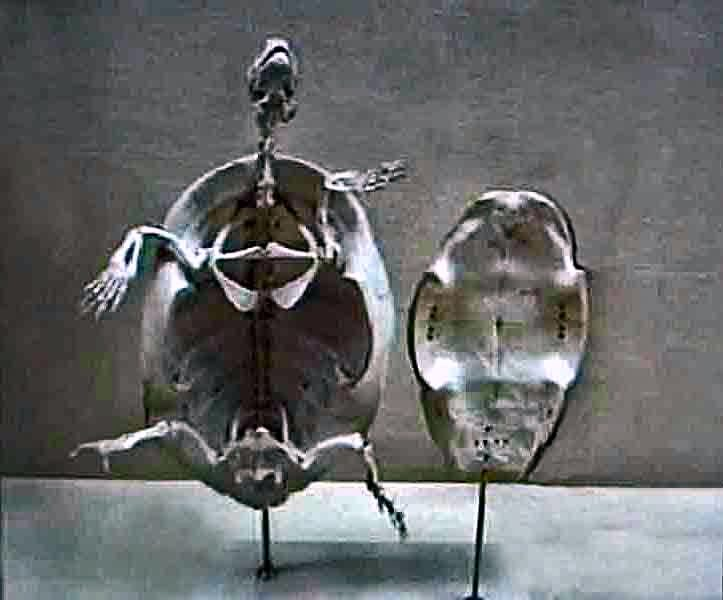
Adocus sp. (Adocidae)
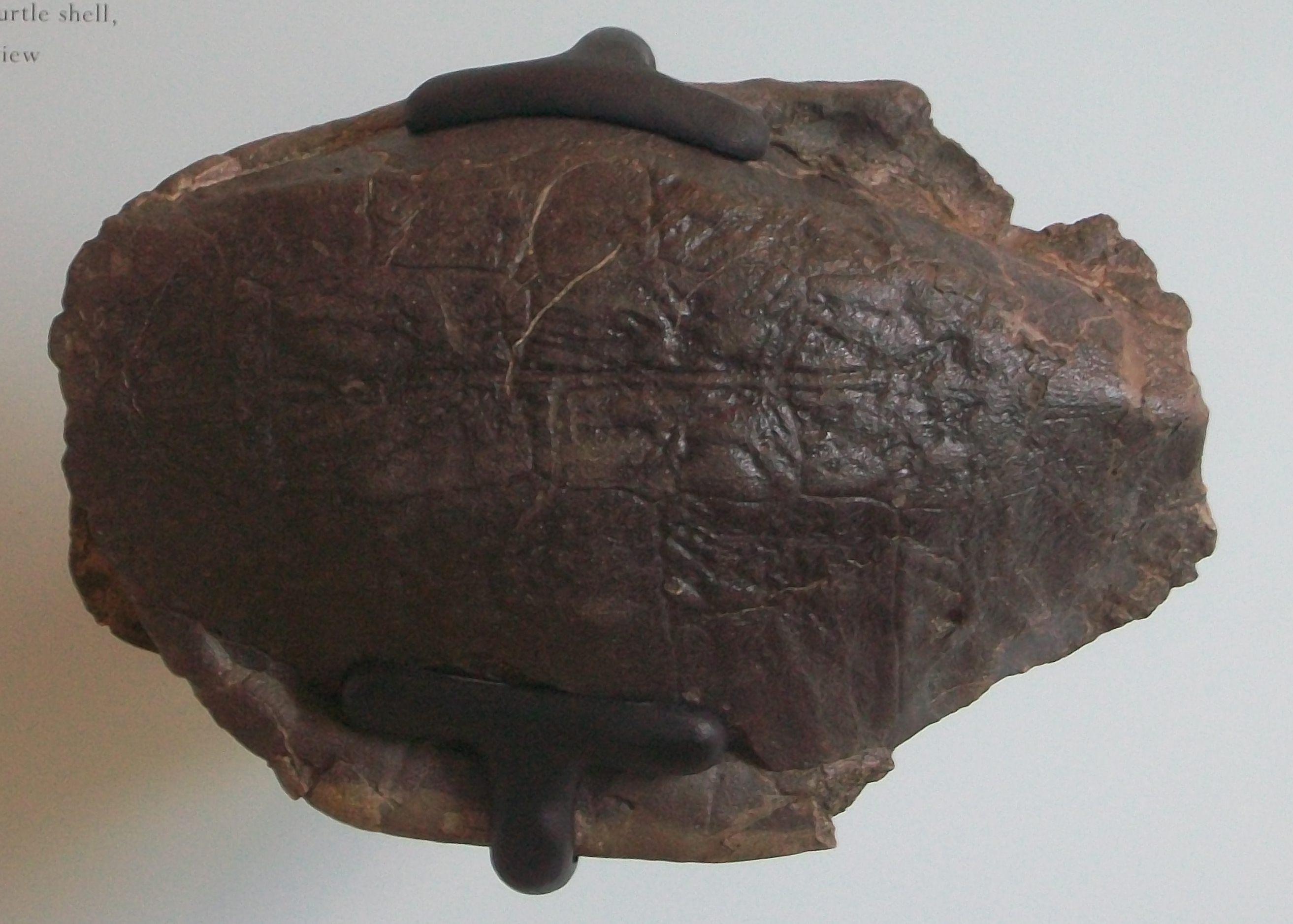
Baena arenosa (Baenidae)
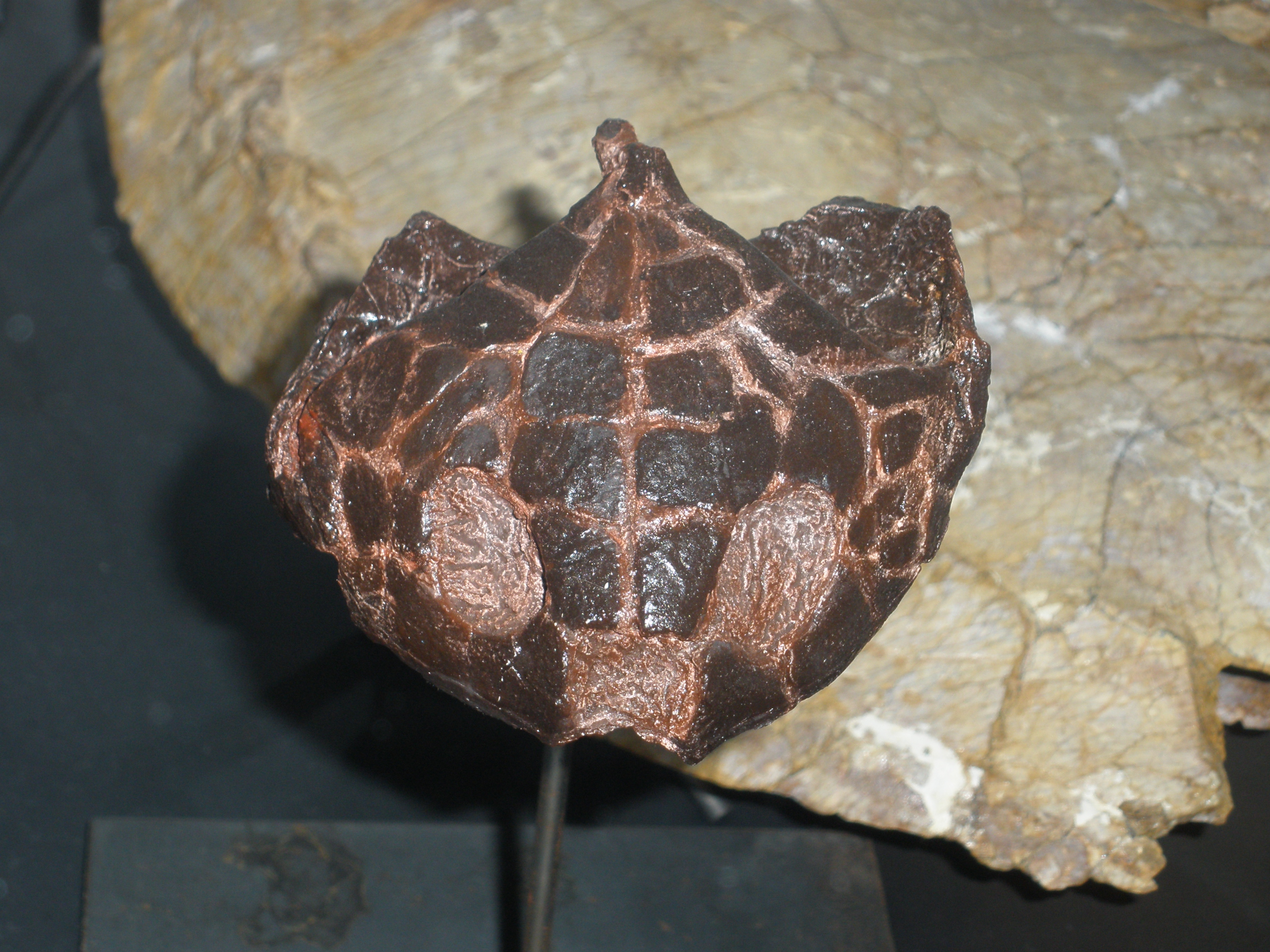
Polysternon provinciale (Bothremydidae)
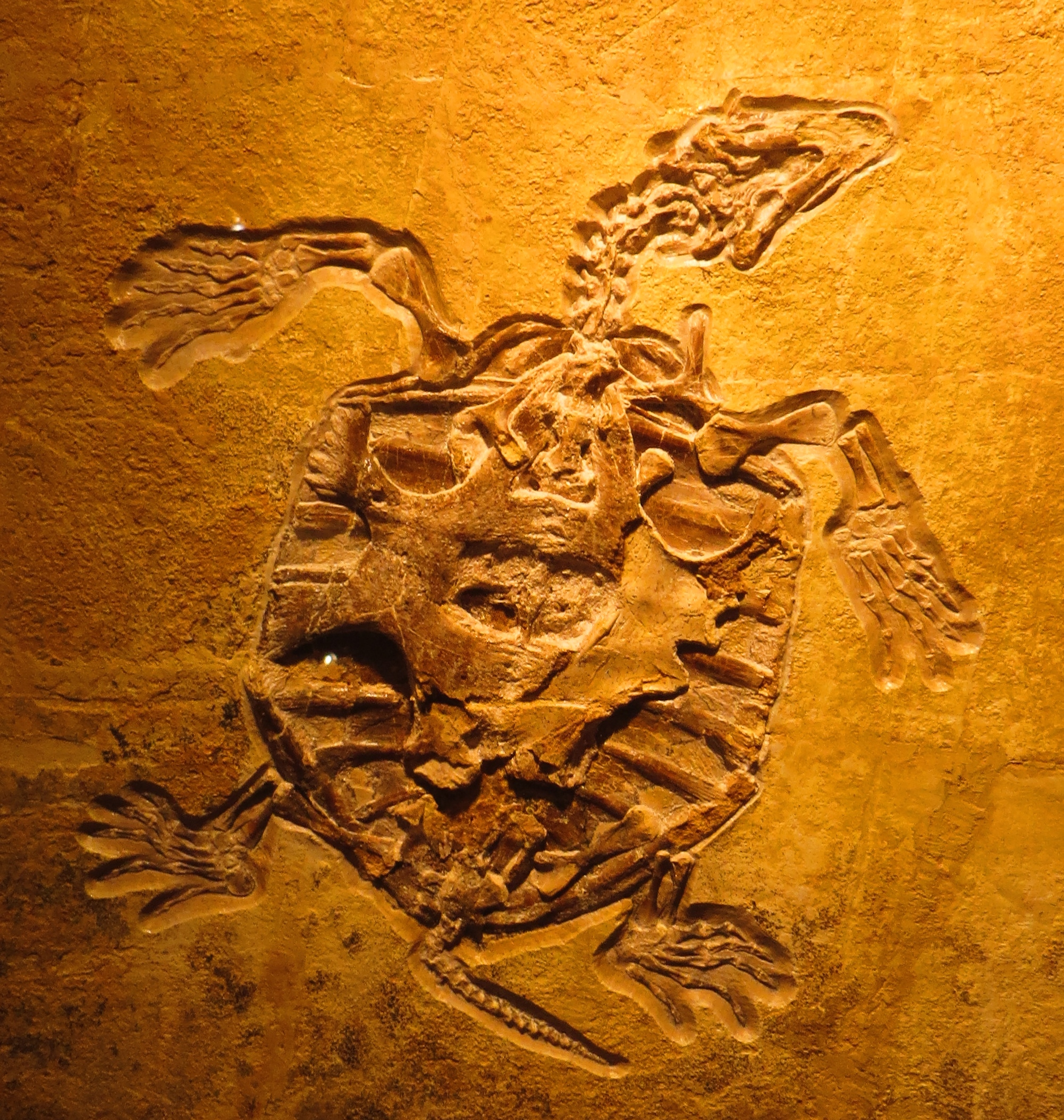
Une Eurysternidae
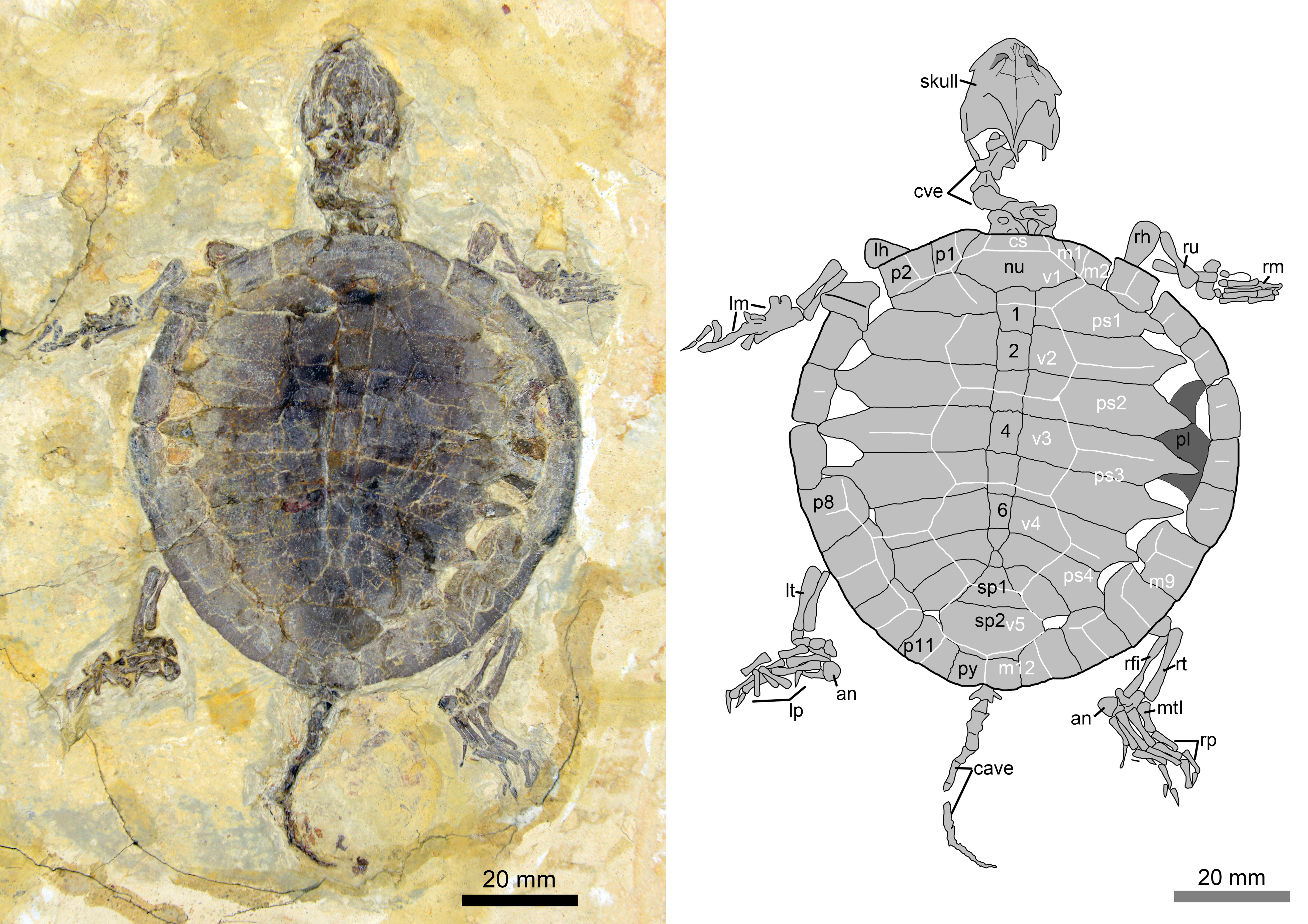
Manchurochelys sp. (Macrobaenidae)
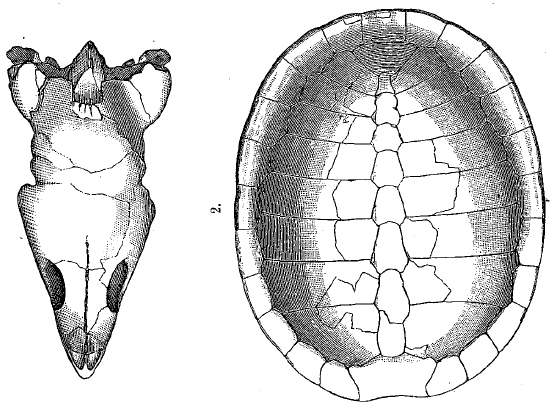
Glyptops sp. (Pleurosternidae)
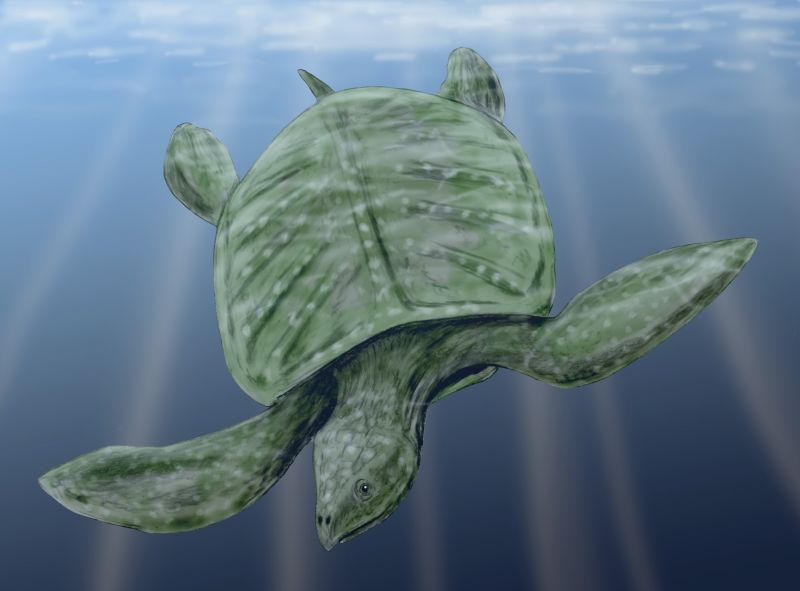
Restitution paléoartistique d'Archelon sp. (Protostegidae) par Nobu Tamura

### Étymologie
Les noms scientifiques Testudines et Chéloniens proviennent respectivement du latin testudo : « carapace », et du grec Χελώνη : Helốnê, une oréade (nymphe des montagnes) de la mythologie. Le terme français « tortue » aurait pour origine le Tartare, région des Enfers, dans la mythologie gréco-romaine, comme en témoigne l'italien tartarughe (it), issu du latin (ferus) tartarucus, « bête infernale ». Cette racine se retrouve dans la plupart des langues romanes, et de là, a essaimé dans certaines autres langues ; en sarde et dans les langues romanes orientales c'est testa qui a évolué en testaínu (« doté d'une carapace ») et testoasa (« carapace »). Le nom scientifique francisé « testudinés » est issu de la dénomination utilisée par Merrem, Fitzinger et Gray.
En grec ancien Chelys (« carapace ») désigne à la fois les tortues et la caisse de résonnace du luth ou de la lyre.
Les termes anglais tortoise, turtle et terrapin désignent respectivement les tortues terrestres, marines et d'eau douce : les deux premiers dérivent probablement du français « tortue » déformé par les marins l'ayant entendu, le troisième de l'algonquin torope. Les termes des langues germaniques sont en général formés à partir de deux termes désignant « bouclier » et « anoure » (grenouilles ou crapauds) comme Schildkrote en allemand, Schildpadden en néerlandais ou Skilpadder en norvégien.
Les noms vernaculaires des différentes espèces de tortues sont très variés et peuvent s'inspirer de plusieurs éléments : une particularité physique, une forme qui les fait ressembler à autre chose, et ainsi de suite.

## Menaces

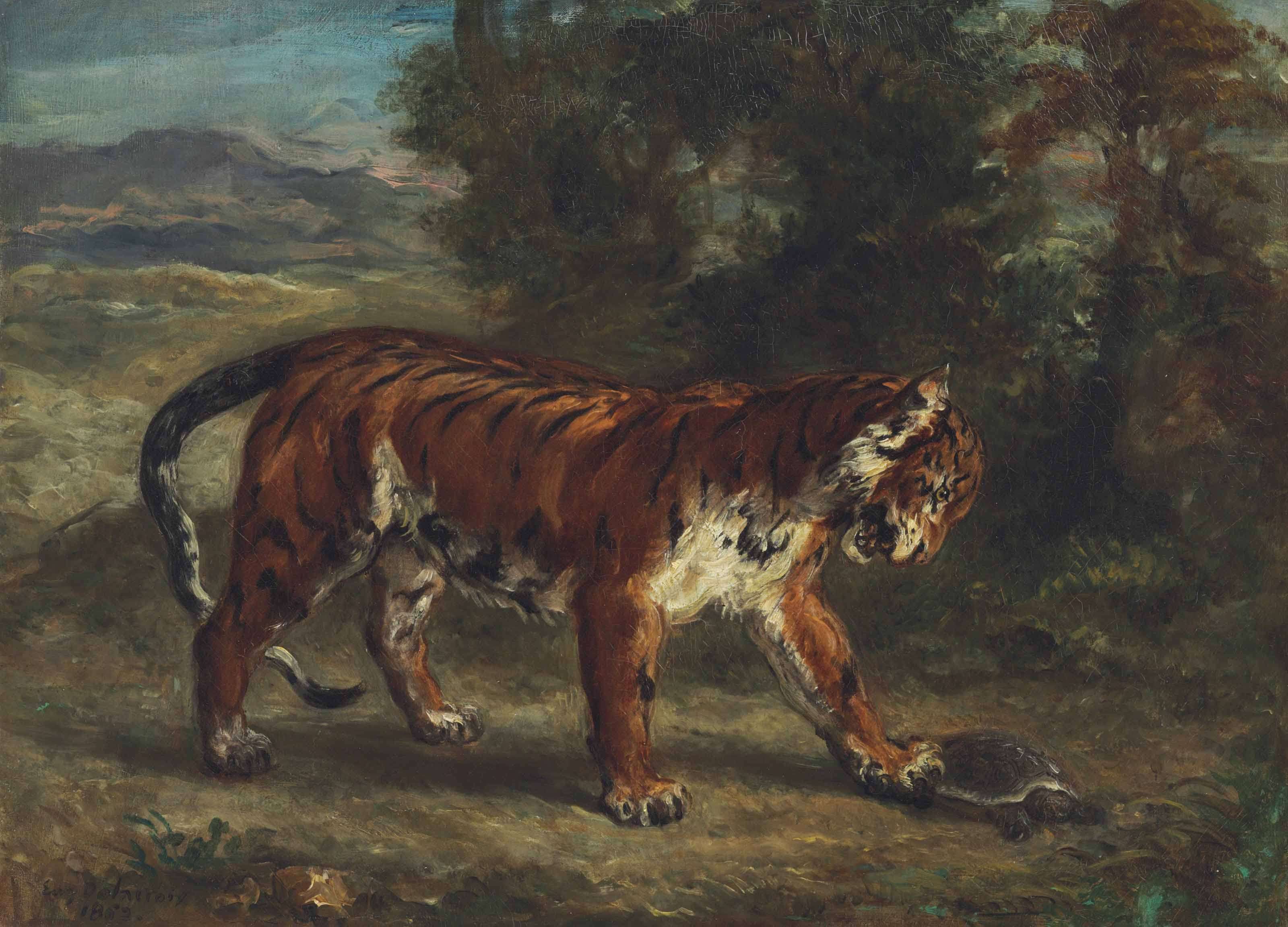
Tigre jouant avec une tortue
Eugène Delacroix,1862
Collection privée
Vente 2018

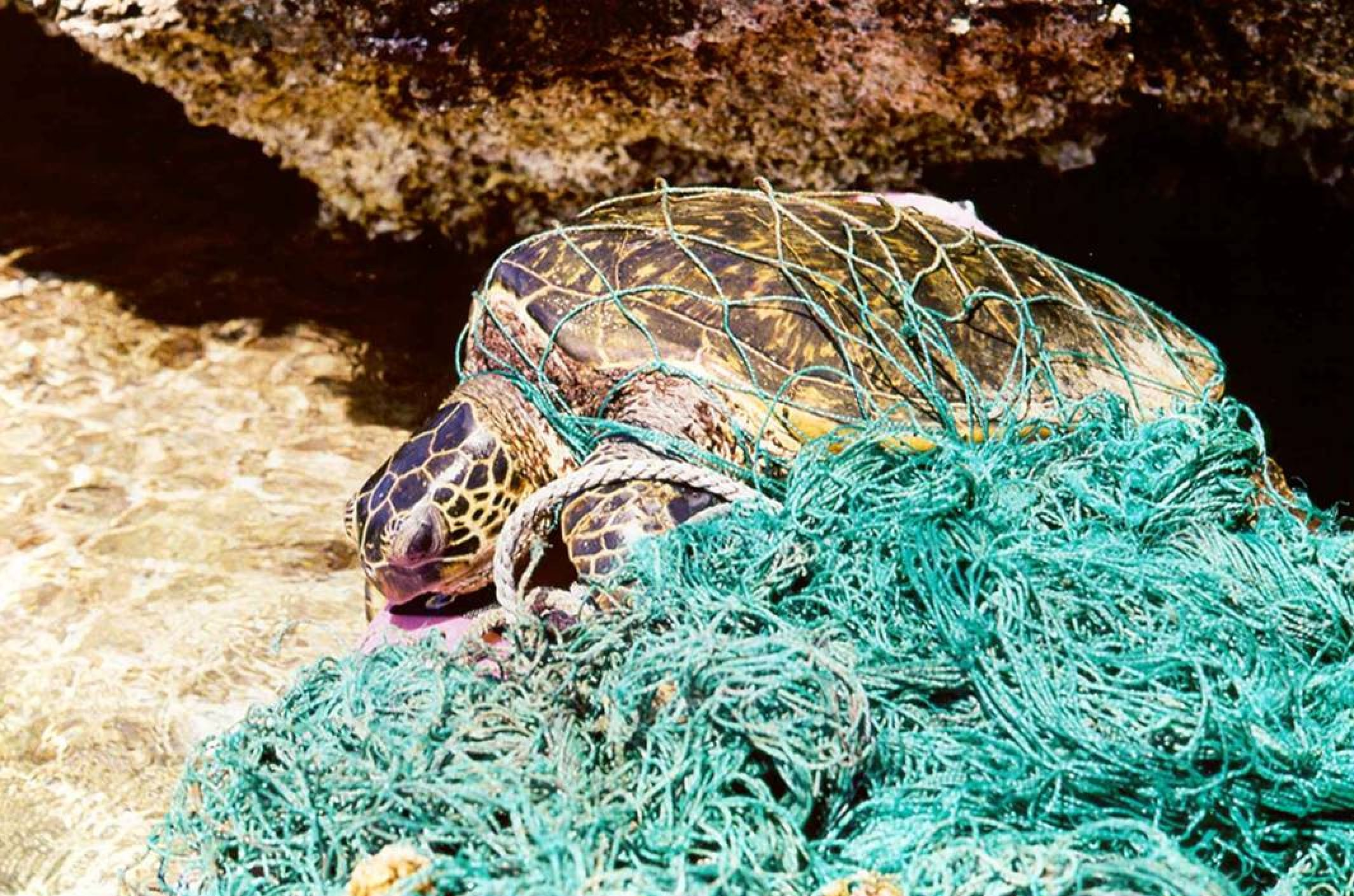
Tortue prise dans un filet.

Selon l'UICN, en 2004, 42 % des espèces de tortues sur les 305 espèces étudiées étaient menacées d'extinction.

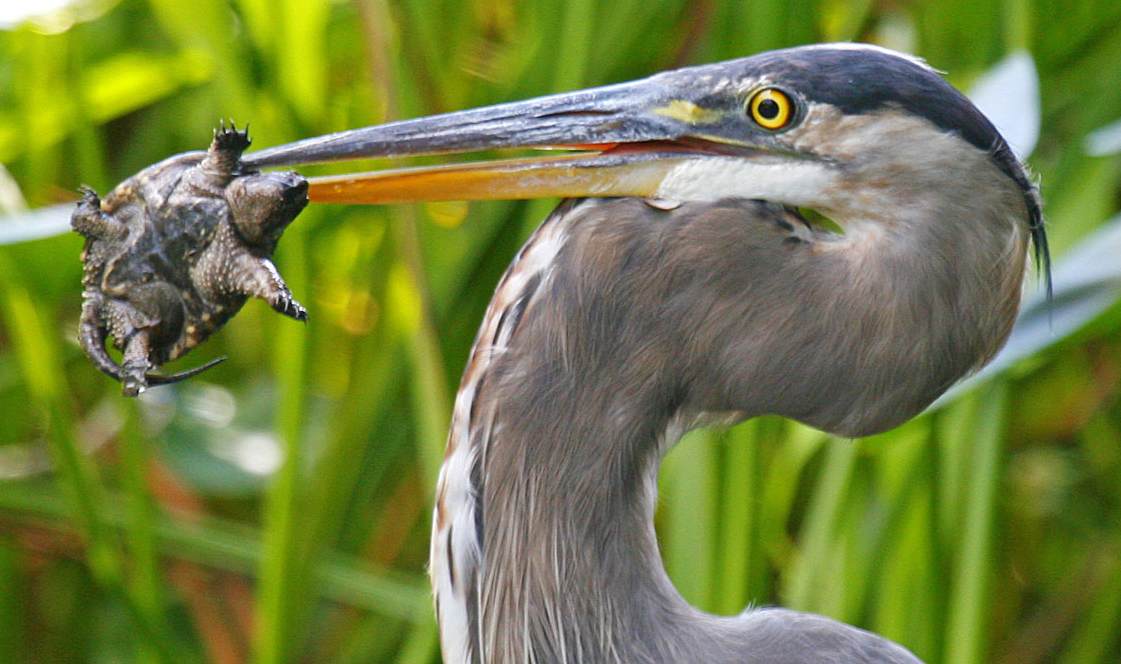
Un grand Héron s'apprêtant à manger une Tortue serpentine.

La pollution générale de l'environnement marin, y compris par les sacs en polyéthylène, les microparticules plastiques, les déchets en mer ou encore les filets et restes de filets dérivants, semble être l'une des causes principales de disparition d'espèces de tortues en mer. Sur terre, outre les pesticides (insecticides en particulier) utilisés par l'agriculture intensive et la mécanisation lourde, le « roadkill » (tortues, notamment juvéniles, écrasées sur les routes) est également une source croissante de mortalité de tortues. L'Homme est également le principal destructeur d'habitats naturels des tortues, ce qui cause la disparition de celles-ci dans les régions concernées.
Par ailleurs, les tortues subissent une prédation naturelle. Les mammifères fouisseurs, d'autres reptiles ou les crabes se nourrissent d'œufs de tortue ou attaquent les jeunes. Les jeunes tortues peuvent également être menacées par les oiseaux et les poissons. Une fois adultes, les tortues sont protégées par leur taille et leur carapace : la prédation diminue avec l'âge. Seuls quelques reptiles comme le Crocodile de Cuba parviennent à briser une carapace adulte.
Les tortues sont également menacées par des parasites, comme les vers, les tiques ou les poux de mer, ou par des éléments encore plus petits, comme les bactéries ou les champignons. Les évènements naturels ou artificiels tels que les incendies de forêt peuvent également contribuer à la destruction des tortues et de leurs habitats.
Enfin les tortues marines sont menacées par la fibropapillomatose, une maladie du type herpès. Elle provoque des kystes qui grossissent et finissent par tuer la tortue contaminée. Cette maladie est plus présente sur les jeunes spécimens.

## Protection
De nombreuses espèces de tortues sont protégées, ce qui implique que la possession, l'achat ou la vente des tortues sont souvent réglementés.
Les espèces dont le commerce est interdit sont spécifiées dans la convention CITES (ou « convention de Washington »). Enfreindre cette réglementation ou tuer des tortues appartenant à des espèces protégées expose le responsable à de lourdes sanctions (financières ou sous forme de peines de prison).
Divers programmes de protection, de gestion, d'élevage conservatoire, de surveillance et protection de quelques plages et sites de ponte ou de réintroduction sont en cours. Ces programmes s'appuient sur la constitution de réserves naturelles, la restauration et protection de réseaux écologiques (réseau écologique paneuropéen en Europe et trame verte et trame bleue en France) avec des corridors écologiques et écoducs réservés, ainsi parfois que des zones tampons (buffer zones) autour des zones protégées ou de nidification.
En outre, en France métropolitaine, quatre parcs zoologiques spécifiques à cet animal le protègent, informent le public sur la législation et mènent des actions pour la protection et la conservation de celui-ci : la Vallée des Tortues (Pyrénées-Orientales), le Village des tortues (Var), le Refuge des Tortues (Haute-Garonne) et A cupulatta (Corse-du-Sud). Ces parcs aident à préserver les espèces de tortues qui n’hibernent pas et qui deviennent ainsi plus exposées à la prédation et aux risques extérieurs.
À La Réunion le centre de soins de tortue marine Kelonia est à la fois un aquarium, musée, et un centre de recherche, d’intervention et de soins consacré aux tortues marines. Ce lieu qui était initialement un centre d’élevage à destination de la consommation humaine est désormais un lieu de sensibilisation et de conservation.

## La tortue et l'Homme

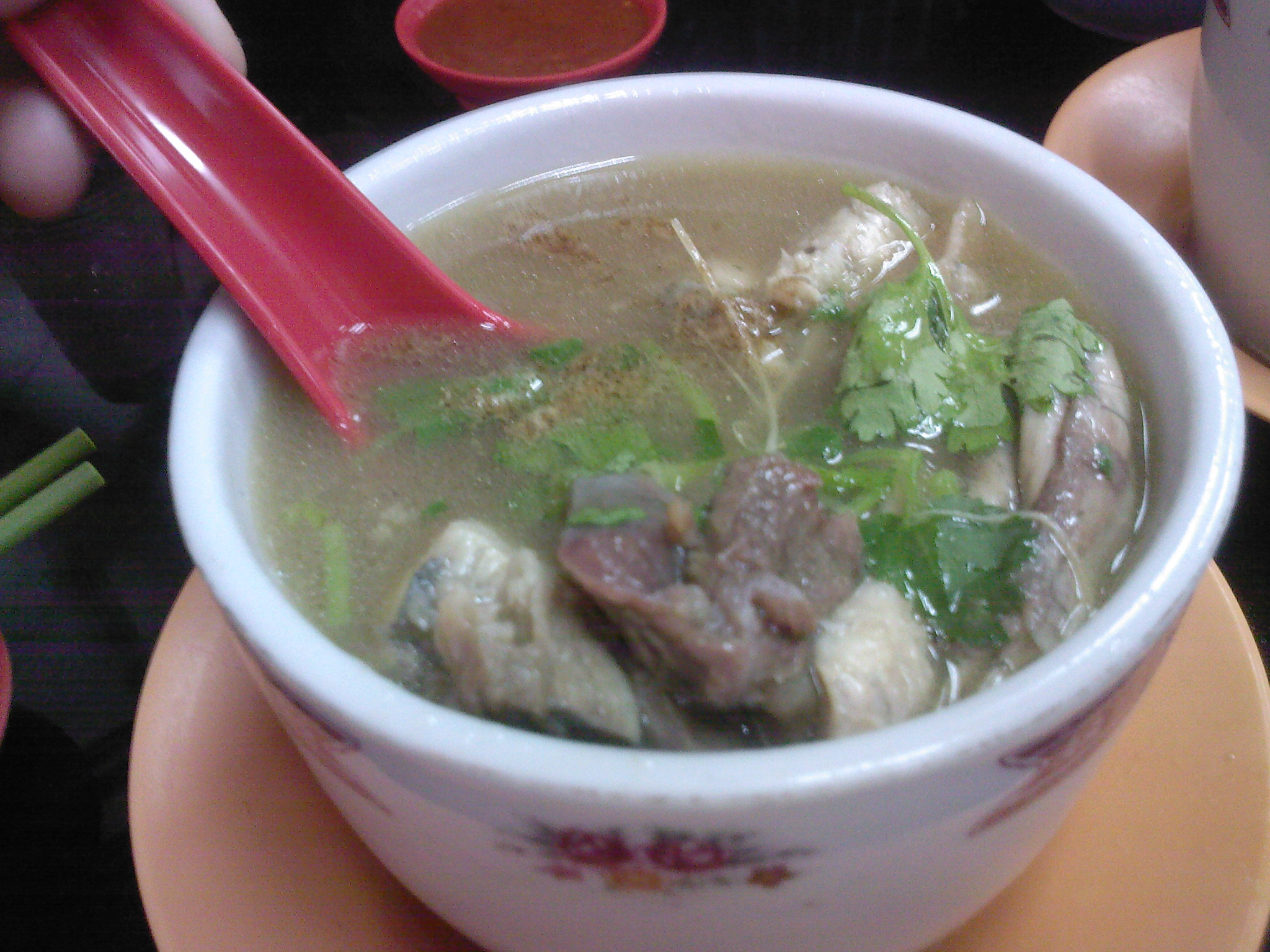
Soupe de tortue à Singapour.

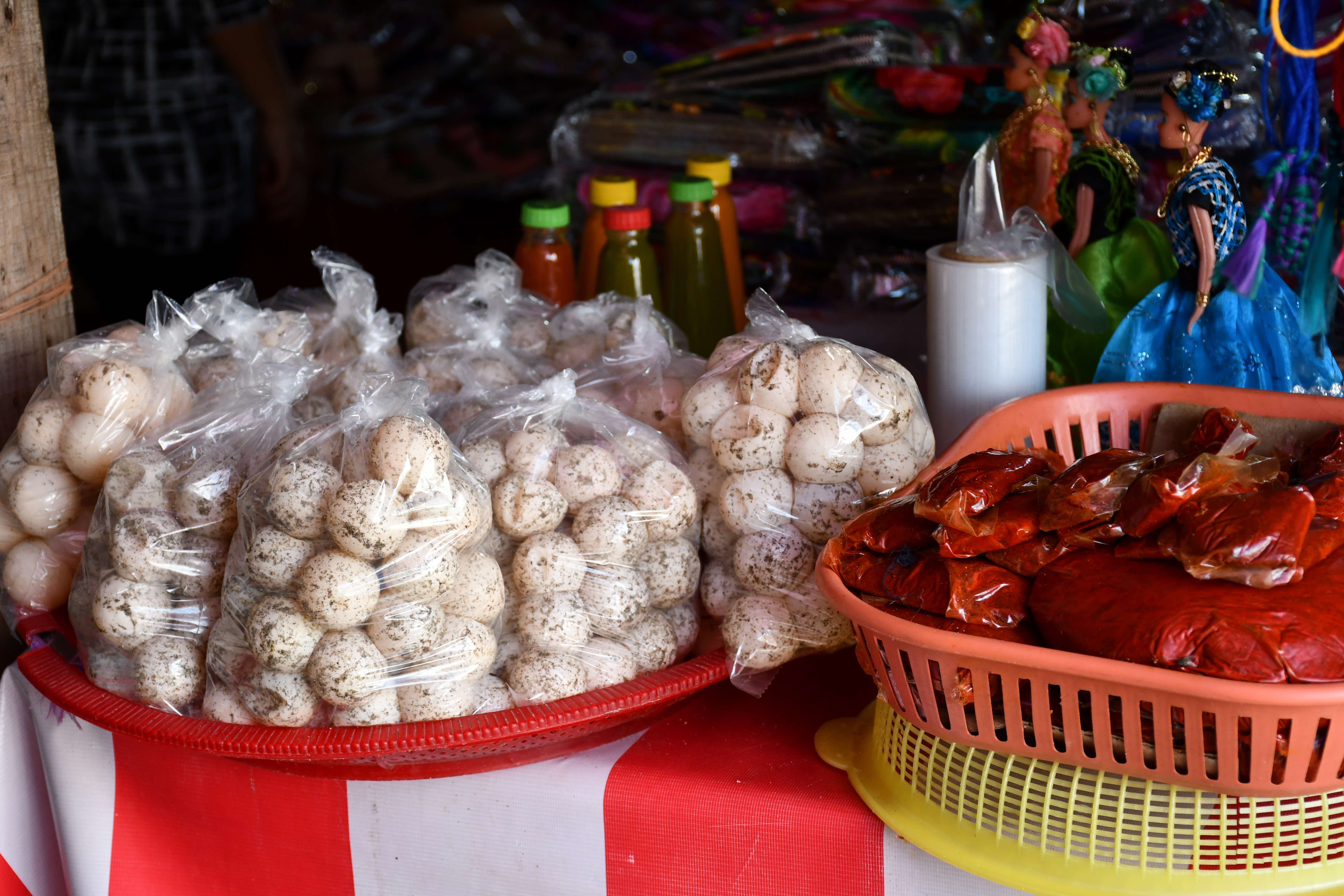
Au Mexique, ces œufs de tortues marines, au marché de Juchitán de Zaragoza, sont destinés à la consommation.

L'Homme est l'un des acteurs majeurs des menaces pesant sur les tortues. La collecte des tortues et des œufs en milieu naturel est la plus ancienne des menaces que l'Homme et ses chiens font peser sur ces animaux. Ces collectes, facilités par la lenteur de l'animal et par son absence d'agressivité, du moins pour la plupart des espèces, ont plusieurs fins. Tout d'abord, les tortues sont une importante source d'alimentation pour diverses populations dans le monde. La tortue est également souvent employée en médecine traditionnelle ou pour le développement de cosmétiques. Le développement de la terrariophilie est aussi une cause de collecte de tortues pour en faire des animaux domestiques. La consommation des œufs par les populations côtières a également un effet dévastateur sur les populations de tortues, surtout si elle se perpétue dans le temps. L'effet se trouve un peu différé, car on n'observe le déclin qu'au moment où la génération suivante doit commencer à se reproduire.

### Consommation
La chair de tortue est considérée comme un mets délicat dans de nombreuses cultures. La soupe de tortue a longtemps été un plat noble dans la gastronomie anglo-américaine et l'est toujours dans certaines régions d'Extrême-Orient. Les plats à base de gophère étaient également populaires dans certaines populations de Floride. La tortue est également un aliment traditionnel sur l'île de Grand Cayman où des élevages de tortues marines pour la consommation se sont développés.
La tortue est également utilisée en médecine traditionnelle. C'est notamment le cas de l'Émyde mutique au Cambodge, aujourd'hui quasiment disparue, qui était utilisée pour les soins post-nataux. La carapace de la Tortue d'Hermann est utilisée dans la médecine traditionnelle en Serbie. La médecine traditionnelle chinoise utilise beaucoup les plastrons de tortues dans différentes préparations. L'une des plus connues est la gelée de tortue, la guilinggao. La seule île de Taïwan importe des centaines de tonnes de plastrons tous les ans.
La graisse des tortues est également utilisée aux Caraïbes et au Mexique comme ingrédient pour la fabrication de cosmétiques.
La carapace et les écailles de tortue peuvent également servir de matériaux pour l'artisanat ou l'art, notamment pour la fabrication de bijoux.

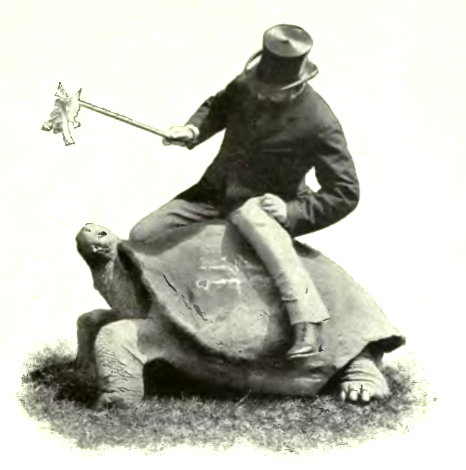
Lionel Walter Rothschild sur le dos de Rotumah, une tortue géante des Galápagos.

### Tortue domestique
Les tortues peuvent être élevées comme animaux de compagnie. Elles peuvent avoir été capturées dans la nature de manière légale (et parfois illégale) ou être issues d’élevages spécialisés. Elles sont généralement élevées dans des enclos de plein air, où elles sont facilement observables, ou, lorsque l'espèce n'est pas adaptée aux conditions climatiques de la région, dans un terrarium. La Tortue de Floride, tortue aquatique devenue invasive, est elle aussi un animal de compagnie populaire. La Tortue d'Hermann, également très populaire, a désormais un statut de conservation UICN « Espèce quasi menacée ».
La tortue est même parfois un animal d'élevage. C'est notamment le cas en Chine, où quelques grandes fermes font reproduire ces animaux pour approvisionner à la fois le marché de la viande de tortue et celui des tortues de terrariums.
En France, sa commercialisation est autorisée depuis septembre 2006. Elle coûte entre 100 et 150 euros. Sa longue durée de vie (jusqu'à 80 ans), sa petite taille (30 cm environ), sa meilleure docilité par rapport au serpent et au lézard et le fait qu'elle soit moins contraignante qu'un chien lui permettent de revenir dans les familles françaises où elle est appréciée des enfants.

### La tortue dans la culture

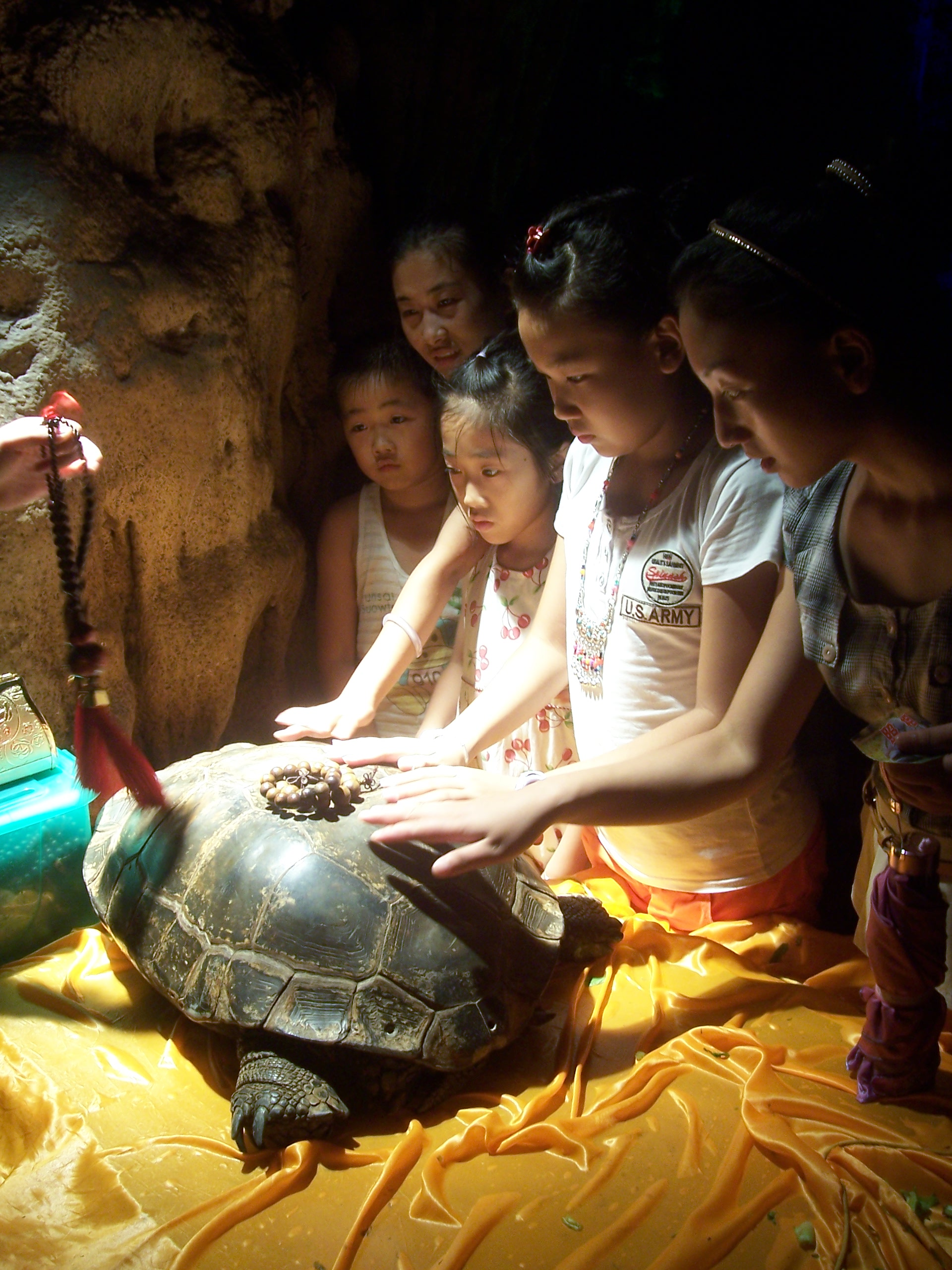
Famille chinoise touchant une tortue pluri-centenaire à Guilin (Grotte de la flûte de roseau). La tortue est un symbole de longévité.

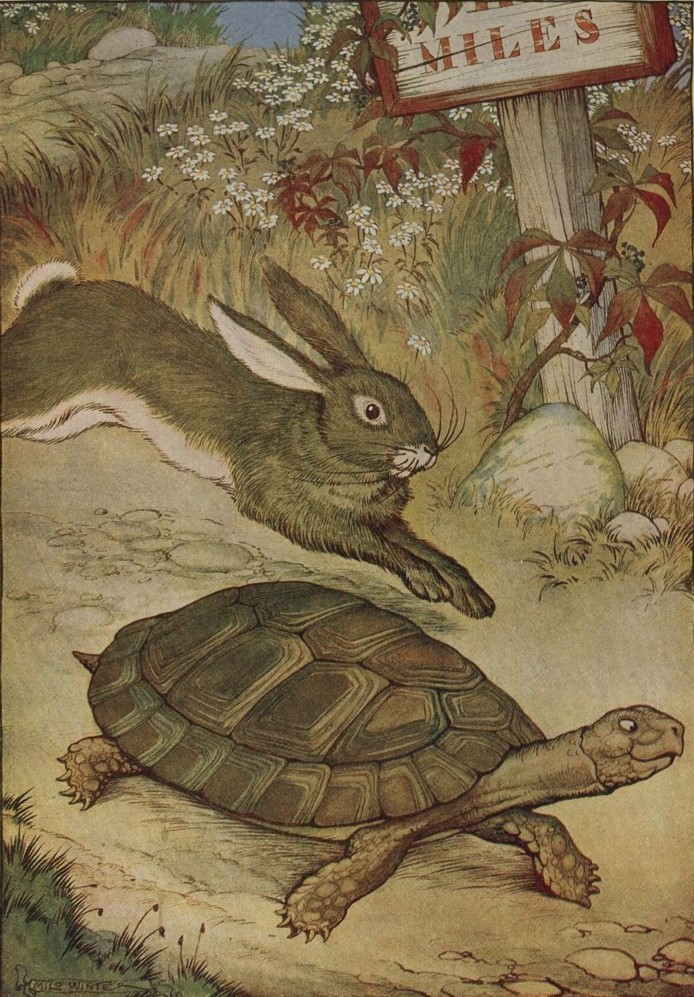
Illustration de la fable Le Lièvre et la Tortue

À l'instar de nombreux animaux en contact avec l'Homme, la tortue est universellement présente dans la culture, bien que son symbolisme varie en fonction des régions du monde.
Généralement, la carapace de la tortue, ronde sur le dessus et plate en dessous, en a fait une représentation vivante de l'univers. Il existe aussi de nombreux mythes et des religions (en Chine, en Inde ou chez les Amérindiens par exemple) où une tortue cosmogonique contribue à la formation de la Terre. L'aspect ramassé et les quatre pattes fermement plantées dans le sol font de la tortue un cosmophore chargé de porter le monde. Sa longévité, bien connue depuis très longtemps, l'associe à l'immortalité et à la sagesse.
En Chine, la tortue possède une symbolique particulièrement forte, se faisant l'allégorie du monde. Le ventre de la tortue forme un carré inscrit dans le cercle formé par la carapace, figurant ainsi la conception schématisée du monde chinois : le carré au centre du monde, représente la Chine, les parties entre la carapace et le ventre représentent le reste du monde, les « barbares », tandis que le monde céleste s'étend au-delà du cercle. La tortue est connue en Chine comme détenant les secrets du ciel et de la terre. Dans le culte des ancêtres, les Chinois croyaient pouvoir établir une communication avec le monde des morts par le biais des tortues (c'est le principe de la scapulomancie).
Ainsi, ils inscrivaient sur un morceau de carapace de tortue une question qu'ils désiraient poser aux ancêtres, après quoi ils exposaient ce morceau dans les flammes. Le craquèlement du morceau de carapace sous l'effet de la chaleur devait signifier la réponse des ancêtres. Le morceau était alors confié à un collège divinatoire qui interprétait les craquelures. Un exemple de cette pratique, datant de la période Shang, est notamment visible au musée Guimet à Paris.
En Inde également, la tortue joue un rôle important dans les mythes ou dans la religion. La tortue Kûrma est le second avatar, la seconde incarnation de Vishnu sur terre (descendu pour montrer la voie aux Hommes, pour sauver l'humanité).
En Occident, la tortue ne se fait pas actrice de la cosmogonie, mais est surtout associée à la lenteur, comme l'atteste la fable Le Lièvre et la Tortue de Jean de La Fontaine, mais aussi les expressions populaires du type « lent comme une tortue ». Cet aspect est surtout associé aux tortues terrestres. Dans Les Annales du Disque-monde, de Terry Pratchett, la tortue géante A'Tuin voyage sans fin à travers le cosmos.